# 村山地方
| 村山地方のデータ |                                                  |
| 面積             | 2,619.39 km2 （全県比：28.1%） （2018年10月1日） |
| 国勢調査         | 531,855人 （全県比：48.8%） （2020年10月1日）    |
| 推計人口         | 507,665 人 （全県比：50.5%） （2025年3月1日）    |

山形県 地域区分図
■橙：村山地方■青：最上地方■緑：置賜地方■紫：庄内地方

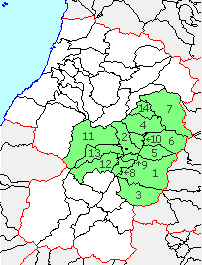
村山地方の自治体
1. 山形市2. 寒河江市3. 上山市4. 村山市5. 天童市6. 東根市7. 尾花沢市8. 山辺町9. 中山町10. 河北町11. 西川町12. 朝日町13. 大江町14. 大石田町

村山地方（むらやまちほう）とは、山形県の山形盆地を中心とした地域のこと。県庁所在地である山形市など14市町が属し、県の行政面では村山総合支庁が管轄している。山形県民の約半数が居住する。可住地面積比率は31.0%（2009年10月1日時点）。

## 概要
県庁所在地で商業などの中心地である山形市を中心とした南部の山形都市圏と、山形空港が所在し工場も集積する東根市を中心とした北部の東根都市圏の2つの都市圏が認められてきたが、近年は村山地方全体で一体的な都市圏を形成している。
ただし、高等学校の学区や信用金庫の営業区域などで、東根市以北の北村山地区4市町を村山地方から切り離し、最上地方と一緒にする場合がある。この場合、東根市以北の北村山地区と最上地方を総称して、最北地区、北郡（きたぐん）と呼称している。
同様に、寒河江市、河北町、西川町、大江町、朝日町を西村山地区、天童市、山形市、上山市、中山町、山辺町を東南村山地区と呼称する場合がある。
村山市との混同を避けるため、市のほうを「楯岡」と呼ぶ場合もある。

## 地理
旧村山郡一帯に相当する地域名称であり、日常的な生活圏の名称として定着している。古代の最上郡は、後の最上郡と村山郡の双方を包含していた。886年（仁和2年）、最上郡は北の村山郡と南の最上郡の南北2郡に分割されたが、両郡の位置関係は現在とは逆である。室町時代初期、山形を本拠地とした斯波氏の一派が「最上氏」を名乗ったのは、当時の山形が最上郡に属したことによる。江戸時代初期の山形藩最上氏の改易後、最上郡と村山郡とが入れ替えられ、現在のように南が村山郡、北が最上郡という配置になった。
奥羽山脈と、朝日山地や出羽山地に囲まれた地域で、最上川の中流部と寒河江川、須川の流域にあたる山形盆地とその周辺の丘陵地、山地である。扇状地や自然堤防上では、水はけの良さを利用して果樹栽培が盛んに行われている。主な分布地は、東根市の乱川扇状地、寒河江市の寒河江川扇状地、天童市の立谷川扇状地、最上川沿いの自然堤防。主な栽培果樹はサクランボやブドウなど。その他の低地や中山間地では、稲作も盛んに行われている。

## 気候
内陸性で比較的雨量が少なく、一日の温度変化や季節の温度変化が大きい。夏はフェーン現象の影響で、最高気温が連日30度を超える真夏日になることも多いが、熱帯夜は少ない。
冬は季節風の影響で積雪量が多い地域だが、同じく内陸部に位置する最上地方や置賜地方、福島県の会津地方と比べると、西部に位置する朝日山地の影響で、積雪量は比較的少ない。ただし、奥羽山脈を越えた太平洋側の地域と比べると積雪量は多く、北部の尾花沢市周辺や西部の朝日山地周辺（西川町、大江町、朝日町の山間部など）は国内有数の豪雪地帯となっている。

## 文化
江戸時代に最上川舟運で当時の近江商人・大坂商人が伝えた「上方の文化」が残されている。したがって、当時の交易品だった古雛が古い民家に現在でも多く保存されている。特に紅花交易で最も交流が盛んだった河北町には当時の名残と思われる「雛市通り」という地名が存在し、現在でも毎年4月2、3日には谷地ひなまつりが行われ、祭りの期間中には雛市通りを中心に沢山の「ひな市」が並んで大変賑わう。
山形市など城下町を基礎とした都市が点在する一方で、寒河江市や尾花沢市など江戸幕府の天領を支配した陣屋町として発展した都市や、最上川舟運を利用した交易商人を中心として発展した河北町や中山町も存在する。
江戸幕府より東北地方で最大の御朱印高を拝領した慈恩寺を初め、立石寺（山寺）などの巨刹古刹が多く残されている。
夏は酷暑をしのぐため、水や氷で冷やしり、さっぱりした味付けの食事（水まま、冷やしラーメン、だし等）が昔から好まれ、現代では理美容店で冷やしシャンプーが考案された。これらを「冷たい」を意味する山形弁から「つったい文化」と総称する。

### 自治体の変遷
| 明治以前           | 明治以前           | 明治初年 - 明治10年 | 所 属 郡    | 明治11年 - 明治14年 | 明治15年 - 明治22年        | 明治22年 4月1日 町村制施行 | 明治22年 - 昭和25年             | 昭和26年 - 昭和30年            | 昭和26年 - 昭和30年                  | 昭和31年                      | 昭和32年 - 現在               | 現在           |
| ------------------ | ------------------ | ------------------- | ----------- | ------------------- | -------------------------- | -------------------------- | ------------------------------- | ------------------------------ | ------------------------------------ | ----------------------------- | ----------------------------- | -------------- |
| 針生村             | 針生村             | 針生村              | 西 村 山 郡 | 針生村              | 針生村                     | 東五百川村                 | 昭和3年4月1日 町制改称 宮宿町   | 昭和29年11月1日 朝日町         | 昭和30年10月1日 西置賜郡白鷹町に編入 | 西置賜郡白鷹町                | 西置賜郡白鷹町                | 西置賜郡白鷹町 |
| 中郷村             | 中郷村             | 明治8年 改称 宮宿村 | 西 村 山 郡 | 明治14年 宮宿村     | 宮宿村                     | 東五百川村                 | 昭和3年4月1日 町制改称 宮宿町   | 昭和29年11月1日 朝日町         | 朝日町                               | 朝日町                        | 朝日町                        | 朝日町         |
| 末吉良村           | 末吉良村           | 末吉良村            | 西 村 山 郡 | 明治14年 宮宿村     | 宮宿村                     | 東五百川村                 | 昭和3年4月1日 町制改称 宮宿町   | 昭和29年11月1日 朝日町         | 朝日町                               | 朝日町                        | 朝日町                        | 朝日町         |
| 東助巻村           | 東助巻村           | 明治8年 助巻村      | 西 村 山 郡 | 明治14年 宮宿村     | 宮宿村                     | 東五百川村                 | 昭和3年4月1日 町制改称 宮宿町   | 昭和29年11月1日 朝日町         | 朝日町                               | 朝日町                        | 朝日町                        | 朝日町         |
| 西助巻村           |                    | 明治8年 助巻村      | 西 村 山 郡 | 明治14年 宮宿村     | 宮宿村                     | 東五百川村                 | 昭和3年4月1日 町制改称 宮宿町   | 昭和29年11月1日 朝日町         | 朝日町                               | 朝日町                        | 朝日町                        | 朝日町         |
| 新宿村             | 新宿村             | 新宿村              | 西 村 山 郡 | 新宿村              | 新宿村                     | 東五百川村                 | 昭和3年4月1日 町制改称 宮宿町   | 昭和29年11月1日 朝日町         | 朝日町                               | 朝日町                        | 朝日町                        | 朝日町         |
| 雪谷村             | 雪谷村             | 雪谷村              | 西 村 山 郡 | 雪谷村              | 雪谷村                     | 東五百川村                 | 昭和3年4月1日 町制改称 宮宿町   | 昭和29年11月1日 朝日町         | 朝日町                               | 朝日町                        | 朝日町                        | 朝日町         |
| 四野沢村           | 四野沢村           | 四野沢村            | 西 村 山 郡 | 四野沢村            | 四野沢村                   | 東五百川村                 | 昭和3年4月1日 町制改称 宮宿町   | 昭和29年11月1日 朝日町         | 朝日町                               | 朝日町                        | 朝日町                        | 朝日町         |
| 大滝村             | 大滝村             | 大滝村              | 西 村 山 郡 | 大滝村              | 大滝村                     | 東五百川村                 | 昭和3年4月1日 町制改称 宮宿町   | 昭和29年11月1日 朝日町         | 朝日町                               | 朝日町                        | 朝日町                        | 朝日町         |
| 上郷村             | 上郷村             | 上郷村              | 西 村 山 郡 | 上郷村              | 上郷村                     | 東五百川村                 | 昭和3年4月1日 町制改称 宮宿町   | 昭和29年11月1日 朝日町         | 朝日町                               | 朝日町                        | 朝日町                        | 朝日町         |
| 杉山村             | 杉山村             | 杉山村              | 西 村 山 郡 | 杉山村              | 杉山村                     | 東五百川村                 | 昭和3年4月1日 町制改称 宮宿町   | 昭和29年11月1日 朝日町         | 朝日町                               | 朝日町                        | 朝日町                        | 朝日町         |
| 古真木村           | 古真木村           | 古真木村            | 西 村 山 郡 | 古真木村            | 古真木村                   | 東五百川村                 | 昭和3年4月1日 町制改称 宮宿町   | 昭和29年11月1日 朝日町         | 朝日町                               | 朝日町                        | 朝日町                        | 朝日町         |
| 送橋村             | 送橋村             | 送橋村              | 西 村 山 郡 | 送橋村              | 送橋村                     | 東五百川村                 | 昭和3年4月1日 町制改称 宮宿町   | 昭和29年11月1日 朝日町         | 朝日町                               | 朝日町                        | 朝日町                        | 朝日町         |
| 下芦沢村           | 下芦沢村           | 下芦沢村            | 西 村 山 郡 | 下芦沢村            | 下芦沢村                   | 東五百川村                 | 昭和3年4月1日 町制改称 宮宿町   | 昭和29年11月1日 朝日町         | 朝日町                               | 朝日町                        | 朝日町                        | 朝日町         |
| 上芦沢村           | 上芦沢村           | 明治9年 水本村      | 西 村 山 郡 | 水本村              | 水本村                     | 東五百川村                 | 昭和3年4月1日 町制改称 宮宿町   | 昭和29年11月1日 朝日町         | 朝日町                               | 朝日町                        | 朝日町                        | 朝日町         |
| 摂待村             |                    | 明治9年 水本村      | 西 村 山 郡 | 水本村              | 水本村                     | 東五百川村                 | 昭和3年4月1日 町制改称 宮宿町   | 昭和29年11月1日 朝日町         | 朝日町                               | 朝日町                        | 朝日町                        | 朝日町         |
| 和合村             | 和合村             | 和合村              | 西 村 山 郡 | 明治13年 和合村     | 和合村                     | 東五百川村                 | 昭和3年4月1日 町制改称 宮宿町   | 昭和29年11月1日 朝日町         | 朝日町                               | 朝日町                        | 朝日町                        | 朝日町         |
| 大隅村             | 大隅村             | 大隅村              | 西 村 山 郡 | 明治13年 和合村     | 和合村                     | 東五百川村                 | 昭和3年4月1日 町制改称 宮宿町   | 昭和29年11月1日 朝日町         | 朝日町                               | 朝日町                        | 朝日町                        | 朝日町         |
| 夏草村             | 夏草村             | 明治9年 常盤村      | 西 村 山 郡 | 常盤村              | 常盤村                     | 西五百川村                 | 西五百川村                      | 昭和29年11月1日 朝日町         | 朝日町                               | 朝日町                        | 朝日町                        | 朝日町         |
| 赤釜村             |                    | 明治9年 常盤村      | 西 村 山 郡 | 常盤村              | 常盤村                     | 西五百川村                 | 西五百川村                      | 昭和29年11月1日 朝日町         | 朝日町                               | 朝日町                        | 朝日町                        | 朝日町         |
| 水口村             |                    | 明治9年 常盤村      | 西 村 山 郡 | 常盤村              | 常盤村                     | 西五百川村                 | 西五百川村                      | 昭和29年11月1日 朝日町         | 朝日町                               | 朝日町                        | 朝日町                        | 朝日町         |
| 新崩村             |                    | 明治9年 常盤村      | 西 村 山 郡 | 常盤村              | 常盤村                     | 西五百川村                 | 西五百川村                      | 昭和29年11月1日 朝日町         | 朝日町                               | 朝日町                        | 朝日町                        | 朝日町         |
| 須野瀬村           |                    | 明治9年 常盤村      | 西 村 山 郡 | 常盤村              | 常盤村                     | 西五百川村                 | 西五百川村                      | 昭和29年11月1日 朝日町         | 朝日町                               | 朝日町                        | 朝日町                        | 朝日町         |
| 一石楢村           |                    | 明治9年 常盤村      | 西 村 山 郡 | 常盤村              | 常盤村                     | 西五百川村                 | 西五百川村                      | 昭和29年11月1日 朝日町         | 朝日町                               | 朝日町                        | 朝日町                        | 朝日町         |
| 松程村             | 松程村             | 松程村              | 西 村 山 郡 | 松程村              | 松程村                     | 西五百川村                 | 西五百川村                      | 昭和29年11月1日 朝日町         | 朝日町                               | 朝日町                        | 朝日町                        | 朝日町         |
| 太郎村             | 太郎村             | 太郎村              | 西 村 山 郡 | 太郎村              | 太郎村                     | 西五百川村                 | 西五百川村                      | 昭和29年11月1日 朝日町         | 朝日町                               | 朝日町                        | 朝日町                        | 朝日町         |
| 大船木村           | 大船木村           | 大船木村            | 西 村 山 郡 | 大船木村            | 大船木村                   | 西五百川村                 | 西五百川村                      | 昭和29年11月1日 朝日町         | 朝日町                               | 朝日町                        | 朝日町                        | 朝日町         |
| 今平村             | 今平村             | 今平村              | 西 村 山 郡 | 今平村              | 今平村                     | 西五百川村                 | 西五百川村                      | 昭和29年11月1日 朝日町         | 朝日町                               | 朝日町                        | 朝日町                        | 朝日町         |
| 石須部村           | 石須部村           | 石須部村            | 西 村 山 郡 | 石須部村            | 石須部村                   | 西五百川村                 | 西五百川村                      | 昭和29年11月1日 朝日町         | 朝日町                               | 朝日町                        | 朝日町                        | 朝日町         |
| 立木村             | 立木村             | 立木村              | 西 村 山 郡 | 立木村              | 立木村                     | 西五百川村                 | 西五百川村                      | 昭和29年11月1日 朝日町         | 朝日町                               | 朝日町                        | 朝日町                        | 朝日町         |
| 白倉村             | 白倉村             | 白倉村              | 西 村 山 郡 | 白倉村              | 白倉村                     | 西五百川村                 | 西五百川村                      | 昭和29年11月1日 朝日町         | 朝日町                               | 朝日町                        | 朝日町                        | 朝日町         |
| 長沼村             | 長沼村             | 長沼村              | 西 村 山 郡 | 長沼村              | 長沼村                     | 西五百川村                 | 西五百川村                      | 昭和29年11月1日 朝日町         | 朝日町                               | 朝日町                        | 朝日町                        | 朝日町         |
| 能中村             | 能中村             | 明治8年 三中村      | 西 村 山 郡 | 明治14年 三中村     | 三中村                     | 西五百川村                 | 西五百川村                      | 昭和29年11月1日 朝日町         | 朝日町                               | 朝日町                        | 朝日町                        | 朝日町         |
| 八ツ沼村           |                    | 明治8年 三中村      | 西 村 山 郡 | 明治14年 三中村     | 三中村                     | 西五百川村                 | 西五百川村                      | 昭和29年11月1日 朝日町         | 朝日町                               | 朝日町                        | 朝日町                        | 朝日町         |
| 西船渡村           |                    | 明治8年 三中村      | 西 村 山 郡 | 明治14年 三中村     | 三中村                     | 西五百川村                 | 西五百川村                      | 昭和29年11月1日 朝日町         | 朝日町                               | 朝日町                        | 朝日町                        | 朝日町         |
| 高田村             | 高田村             | 高田村              | 西 村 山 郡 | 明治14年 三中村     | 三中村                     | 西五百川村                 | 西五百川村                      | 昭和29年11月1日 朝日町         | 朝日町                               | 朝日町                        | 朝日町                        | 朝日町         |
| 大谷村             | 大谷村             | 明治10年 大谷村     | 西 村 山 郡 | 大谷村              | 大谷村                     | 大谷村                     | 大谷村                          | 昭和29年11月1日 朝日町         | 朝日町                               | 朝日町                        | 朝日町                        | 朝日町         |
| 粧坂村             |                    | 明治10年 大谷村     | 西 村 山 郡 | 大谷村              | 大谷村                     | 大谷村                     | 大谷村                          | 昭和29年11月1日 朝日町         | 朝日町                               | 朝日町                        | 朝日町                        | 朝日町         |
| 大暮山村           | 大暮山村           | 大暮山村            | 西 村 山 郡 | 大暮山村            | 大暮山村                   | 大谷村                     | 大谷村                          | 昭和29年11月1日 朝日町         | 朝日町                               | 朝日町                        | 朝日町                        | 朝日町         |
| 大沼村             | 大沼村             | 大沼村              | 西 村 山 郡 | 大沼村              | 大沼村                     | 大谷村                     | 大谷村                          | 昭和29年11月1日 朝日町         | 朝日町                               | 朝日町                        | 朝日町                        | 朝日町         |
| 本左中村           | 本左中村           | 明治10年 玉ノ井村   | 西 村 山 郡 | 玉ノ井村            | 玉ノ井村                   | 大谷村                     | 大谷村                          | 昭和29年11月1日 朝日町         | 朝日町                               | 朝日町                        | 朝日町                        | 朝日町         |
| 新左中村           |                    | 明治10年 玉ノ井村   | 西 村 山 郡 | 玉ノ井村            | 玉ノ井村                   | 大谷村                     | 大谷村                          | 昭和29年11月1日 朝日町         | 朝日町                               | 朝日町                        | 朝日町                        | 朝日町         |
| 栗木沢村           |                    | 明治10年 玉ノ井村   | 西 村 山 郡 | 玉ノ井村            | 玉ノ井村                   | 大谷村                     | 大谷村                          | 昭和29年11月1日 朝日町         | 朝日町                               | 朝日町                        | 朝日町                        | 朝日町         |
| 川通村             |                    | 明治10年 玉ノ井村   | 西 村 山 郡 | 玉ノ井村            | 玉ノ井村                   | 大谷村                     | 大谷村                          | 昭和29年11月1日 朝日町         | 朝日町                               | 朝日町                        | 朝日町                        | 朝日町         |
| 船渡村             |                    | 明治10年 玉ノ井村   | 西 村 山 郡 | 玉ノ井村            | 玉ノ井村                   | 大谷村                     | 大谷村                          | 昭和29年11月1日 朝日町         | 朝日町                               | 朝日町                        | 朝日町                        | 朝日町         |
| 中沢村             | 中沢村             | 中沢村              | 西 村 山 郡 | 中沢村              | 中沢村                     | 大谷村                     | 大谷村                          | 昭和29年11月1日 朝日町         | 朝日町                               | 朝日町                        | 朝日町                        | 朝日町         |
| 左沢村             | 左沢村             | 左沢村              | 西 村 山 郡 | 左沢村              | 左沢村                     | 左沢村                     | 明治29年8月17日 町制 左沢町     | 左沢町                         | 左沢町                               | 左沢町                        | 昭和34年8月20日 大江町        | 大江町         |
| 用村               | 用村               | 明治10年 三郷村     | 西 村 山 郡 | 三郷村              | 三郷村                     | 左沢村                     | 明治29年8月17日 町制 左沢町     | 左沢町                         | 左沢町                               | 左沢町                        | 昭和34年8月20日 大江町        | 大江町         |
| 深沢村             |                    | 明治10年 三郷村     | 西 村 山 郡 | 三郷村              | 三郷村                     | 左沢村                     | 明治29年8月17日 町制 左沢町     | 左沢町                         | 左沢町                               | 左沢町                        | 昭和34年8月20日 大江町        | 大江町         |
| 伏熊村             |                    | 明治10年 三郷村     | 西 村 山 郡 | 三郷村              | 三郷村                     | 左沢村                     | 明治29年8月17日 町制 左沢町     | 左沢町                         | 左沢町                               | 左沢町                        | 昭和34年8月20日 大江町        | 大江町         |
| 本富沢村           | 本富沢村           | 明治9年 富沢村      | 西 村 山 郡 | 富沢村              | 富沢村                     | 左沢村                     | 明治29年8月17日 町制 左沢町     | 左沢町                         | 左沢町                               | 左沢町                        | 昭和34年8月20日 大江町        | 大江町         |
| 新富沢村           |                    | 明治9年 富沢村      | 西 村 山 郡 | 富沢村              | 富沢村                     | 左沢村                     | 明治29年8月17日 町制 左沢町     | 左沢町                         | 左沢町                               | 左沢町                        | 昭和34年8月20日 大江町        | 大江町         |
| 小見村             | 小見村             | 小見村              | 西 村 山 郡 | 小見村              | 小見村                     | 左沢村                     | 明治29年8月17日 町制 左沢町     | 左沢町                         | 左沢町                               | 左沢町                        | 昭和34年8月20日 大江町        | 大江町         |
| 藤田村             | 藤田村             | 藤田村              | 西 村 山 郡 | 藤田村              | 藤田村                     | 左沢村                     | 明治29年8月17日 町制 左沢町     | 左沢町                         | 左沢町                               | 左沢町                        | 昭和34年8月20日 大江町        | 大江町         |
| 貫見村             | 貫見村             | 貫見村              | 西 村 山 郡 | 貫見村              | 貫見村                     | 七軒村                     | 七軒村                          | 昭和29年10月1日 漆川村         | 昭和29年10月1日 漆川村               | 漆川村                        | 昭和34年8月20日 大江町        | 大江町         |
| 沢口村             | 沢口村             | 沢口村              | 西 村 山 郡 | 沢口村              | 沢口村                     | 七軒村                     | 七軒村                          | 昭和29年10月1日 漆川村         | 昭和29年10月1日 漆川村               | 漆川村                        | 昭和34年8月20日 大江町        | 大江町         |
| 柳川村             | 柳川村             | 柳川村              | 西 村 山 郡 | 柳川村              | 柳川村                     | 七軒村                     | 七軒村                          | 昭和29年10月1日 漆川村         | 昭和29年10月1日 漆川村               | 漆川村                        | 昭和34年8月20日 大江町        | 大江町         |
| 黒森村             | 黒森村             | 黒森村              | 西 村 山 郡 | 黒森村              | 黒森村                     | 七軒村                     | 七軒村                          | 昭和29年10月1日 漆川村         | 昭和29年10月1日 漆川村               | 漆川村                        | 昭和34年8月20日 大江町        | 大江町         |
| 小柳村             | 小柳村             | 小柳村              | 西 村 山 郡 | 小柳村              | 小柳村                     | 七軒村                     | 七軒村                          | 昭和29年10月1日 漆川村         | 昭和29年10月1日 漆川村               | 漆川村                        | 昭和34年8月20日 大江町        | 大江町         |
| 小清村             | 小清村             | 小清村              | 西 村 山 郡 | 小清村              | 小清村                     | 七軒村                     | 七軒村                          | 昭和29年10月1日 漆川村         | 昭和29年10月1日 漆川村               | 漆川村                        | 昭和34年8月20日 大江町        | 大江町         |
| 勝生村             | 勝生村             | 勝生村              | 西 村 山 郡 | 勝生村              | 勝生村                     | 七軒村                     | 七軒村                          | 昭和29年10月1日 漆川村         | 昭和29年10月1日 漆川村               | 漆川村                        | 昭和34年8月20日 大江町        | 大江町         |
| 本橋上村           | 本橋上村           | 明治9年 橋上村      | 西 村 山 郡 | 橋上村              | 橋上村                     | 本郷村                     | 本郷村                          | 昭和29年10月1日 漆川村         | 昭和29年10月1日 漆川村               | 漆川村                        | 昭和34年8月20日 大江町        | 大江町         |
| 新橋上村           |                    | 明治9年 橋上村      | 西 村 山 郡 | 橋上村              | 橋上村                     | 本郷村                     | 本郷村                          | 昭和29年10月1日 漆川村         | 昭和29年10月1日 漆川村               | 漆川村                        | 昭和34年8月20日 大江町        | 大江町         |
| 滝野沢村           | 滝野沢村           | 滝野沢村            | 西 村 山 郡 | 滝野沢村            | 明治15年 本郷村            | 本郷村                     | 本郷村                          | 昭和29年10月1日 漆川村         | 昭和29年10月1日 漆川村               | 漆川村                        | 昭和34年8月20日 大江町        | 大江町         |
| 下北山村           | 下北山村           | 下北山村            | 西 村 山 郡 | 下北山村            | 明治15年 本郷村            | 本郷村                     | 本郷村                          | 昭和29年10月1日 漆川村         | 昭和29年10月1日 漆川村               | 漆川村                        | 昭和34年8月20日 大江町        | 大江町         |
| 葛沢村             | 葛沢村             | 葛沢村              | 西 村 山 郡 | 葛沢村              | 明治15年 本郷村            | 本郷村                     | 本郷村                          | 昭和29年10月1日 漆川村         | 昭和29年10月1日 漆川村               | 漆川村                        | 昭和34年8月20日 大江町        | 大江町         |
| 上北山村           | 上北山村           | 上北山村            | 西 村 山 郡 | 上北山村            | 明治15年 本郷村            | 本郷村                     | 本郷村                          | 昭和29年10月1日 漆川村         | 昭和29年10月1日 漆川村               | 漆川村                        | 昭和34年8月20日 大江町        | 大江町         |
| 本小漆川村         | 本小漆川村         | 明治9年 小漆川村    | 西 村 山 郡 | 小漆川村            | 明治15年 本郷村            | 本郷村                     | 本郷村                          | 昭和29年10月1日 漆川村         | 昭和29年10月1日 漆川村               | 漆川村                        | 昭和34年8月20日 大江町        | 大江町         |
| 新小漆川村         |                    | 明治9年 小漆川村    | 西 村 山 郡 | 小漆川村            | 明治15年 本郷村            | 本郷村                     | 本郷村                          | 昭和29年10月1日 漆川村         | 昭和29年10月1日 漆川村               | 漆川村                        | 昭和34年8月20日 大江町        | 大江町         |
| 市野沢村           | 市野沢村           | 市野沢村            | 西 村 山 郡 | 市野沢村            | 明治15年 本郷村            | 本郷村                     | 本郷村                          | 昭和29年10月1日 漆川村         | 昭和29年10月1日 漆川村               | 漆川村                        | 昭和34年8月20日 大江町        | 大江町         |
| 所部村             | 所部村             | 所部村              | 西 村 山 郡 | 所部村              | 所部村                     | 本郷村                     | 本郷村                          | 昭和29年10月1日 漆川村         | 昭和29年10月1日 漆川村               | 漆川村                        | 昭和34年8月20日 大江町        | 大江町         |
| 塩野平村           | 塩野平村           | 塩野平村            | 西 村 山 郡 | 塩野平村            | 塩野平村                   | 本郷村                     | 本郷村                          | 昭和29年10月1日 漆川村         | 昭和29年10月1日 漆川村               | 漆川村                        | 昭和34年8月20日 大江町        | 大江町         |
| 堂屋敷村           | 堂屋敷村           | 堂屋敷村            | 西 村 山 郡 | 堂屋敷村            | 堂屋敷村                   | 本郷村                     | 本郷村                          | 昭和29年10月1日 漆川村         | 昭和29年10月1日 漆川村               | 漆川村                        | 昭和34年8月20日 大江町        | 大江町         |
| 荻袋村             | 荻袋村             | 明治6年 改称 荻野村 | 西 村 山 郡 | 荻野村              | 荻野村                     | 本郷村                     | 本郷村                          | 昭和29年10月1日 漆川村         | 昭和29年10月1日 漆川村               | 漆川村                        | 昭和34年8月20日 大江町        | 大江町         |
| 材木村             | 材木村             | 材木村              | 西 村 山 郡 | 材木村              | 材木村                     | 本郷村                     | 本郷村                          | 昭和29年10月1日 漆川村         | 昭和29年10月1日 漆川村               | 漆川村                        | 昭和34年8月20日 大江町        | 大江町         |
| 本顔好村           | 本顔好村           | 明治9年 顔好村      | 西 村 山 郡 | 顔好村              | 顔好村                     | 本郷村                     | 本郷村                          | 昭和29年10月1日 漆川村         | 昭和29年10月1日 漆川村               | 漆川村                        | 昭和34年8月20日 大江町        | 大江町         |
| 新顔好村           |                    | 明治9年 顔好村      | 西 村 山 郡 | 顔好村              | 顔好村                     | 本郷村                     | 本郷村                          | 昭和29年10月1日 漆川村         | 昭和29年10月1日 漆川村               | 漆川村                        | 昭和34年8月20日 大江町        | 大江町         |
| 十八才村           | 十八才村           | 十八才村            | 西 村 山 郡 | 十八才村            | 十八才村                   | 本郷村                     | 本郷村                          | 昭和29年10月1日 漆川村         | 昭和29年10月1日 漆川村               | 漆川村                        | 昭和34年8月20日 大江町        | 大江町         |
| 小釿村             | 小釿村             | 小釿村              | 西 村 山 郡 | 小釿村              | 小釿村                     | 本郷村                     | 本郷村                          | 昭和29年10月1日 漆川村         | 昭和29年10月1日 漆川村               | 漆川村                        | 昭和34年8月20日 大江町        | 大江町         |
| 楢山村             | 楢山村             | 楢山村              | 西 村 山 郡 | 楢山村              | 楢山村                     | 本郷村                     | 本郷村                          | 昭和29年10月1日 漆川村         | 昭和29年10月1日 漆川村               | 漆川村                        | 昭和34年8月20日 大江町        | 大江町         |
| 本月布村           | 本月布村           | 明治9年 月布村      | 西 村 山 郡 | 月布村              | 月布村                     | 本郷村                     | 本郷村                          | 昭和29年10月1日 漆川村         | 昭和29年10月1日 漆川村               | 漆川村                        | 昭和34年8月20日 大江町        | 大江町         |
| 新月布村           |                    | 明治9年 月布村      | 西 村 山 郡 | 月布村              | 月布村                     | 本郷村                     | 本郷村                          | 昭和29年10月1日 漆川村         | 昭和29年10月1日 漆川村               | 漆川村                        | 昭和34年8月20日 大江町        | 大江町         |
| 大鉢村             | 大鉢村             | 大鉢村              | 西 村 山 郡 | 大鉢村              | 大鉢村                     | 本郷村                     | 本郷村                          | 昭和29年10月1日 漆川村         | 昭和29年10月1日 漆川村               | 漆川村                        | 昭和34年8月20日 大江町        | 大江町         |
| 大井沢村           | 大井沢村           | 大井沢村            | 西 村 山 郡 | 大井沢村            | 大井沢村                   | 大井沢村                   | 大井沢村                        | 昭和29年10月1日 西川町         | 昭和29年10月1日 西川町               | 西川町                        | 西川町                        | 西川町         |
| 本道寺村           | 本道寺村           | 本道寺村            | 西 村 山 郡 | 本道寺村            | 本道寺村                   | 本道寺村                   | 本道寺村                        | 昭和29年10月1日 西川町         | 昭和29年10月1日 西川町               | 西川町                        | 西川町                        | 西川町         |
| 砂子関村           | 砂子関村           | 砂子関村            | 西 村 山 郡 | 砂子関村            | 砂子関村                   | 本道寺村                   | 本道寺村                        | 昭和29年10月1日 西川町         | 昭和29年10月1日 西川町               | 西川町                        | 西川町                        | 西川町         |
| 月岡村             | 月岡村             | 月岡村              | 西 村 山 郡 | 月岡村              | 月岡村                     | 本道寺村                   | 本道寺村                        | 昭和29年10月1日 西川町         | 昭和29年10月1日 西川町               | 西川町                        | 西川町                        | 西川町         |
| 月山沢村           | 月山沢村           | 月山沢村            | 西 村 山 郡 | 月山沢村            | 月山沢村                   | 本道寺村                   | 本道寺村                        | 昭和29年10月1日 西川町         | 昭和29年10月1日 西川町               | 西川町                        | 西川町                        | 西川町         |
| 志津村             | 志津村             | 志津村              | 西 村 山 郡 | 志津村              | 志津村                     | 本道寺村                   | 本道寺村                        | 昭和29年10月1日 西川町         | 昭和29年10月1日 西川町               | 西川町                        | 西川町                        | 西川町         |
| 海味村             | 海味村             | 海味村              | 西 村 山 郡 | 海味村              | 海味村                     | 西山村                     | 西山村                          | 昭和29年10月1日 西川町         | 昭和29年10月1日 西川町               | 西川町                        | 西川町                        | 西川町         |
| 睦合村             | 睦合村             | 睦合村              | 西 村 山 郡 | 睦合村              | 睦合村                     | 西山村                     | 西山村                          | 昭和29年10月1日 西川町         | 昭和29年10月1日 西川町               | 西川町                        | 西川町                        | 西川町         |
| 間沢村             | 間沢村             | 間沢村              | 西 村 山 郡 | 間沢村              | 間沢村                     | 西山村                     | 西山村                          | 昭和29年10月1日 西川町         | 昭和29年10月1日 西川町               | 西川町                        | 西川町                        | 西川町         |
| 綱取村             | 綱取村             | 綱取村              | 西 村 山 郡 | 綱取村              | 綱取村                     | 西山村                     | 西山村                          | 昭和29年10月1日 西川町         | 昭和29年10月1日 西川町               | 西川町                        | 西川町                        | 西川町         |
| 岩根沢村           | 岩根沢村           | 岩根沢村            | 西 村 山 郡 | 岩根沢村            | 岩根沢村                   | 西山村                     | 西山村                          | 昭和29年10月1日 西川町         | 昭和29年10月1日 西川町               | 西川町                        | 西川町                        | 西川町         |
| 水沢村             | 水沢村             | 水沢村              | 西 村 山 郡 | 水沢村              | 水沢村                     | 西山村                     | 西山村                          | 昭和29年10月1日 西川町         | 昭和29年10月1日 西川町               | 西川町                        | 西川町                        | 西川町         |
| 沼山村             | 沼山村             | 沼山村              | 西 村 山 郡 | 沼山村              | 沼山村                     | 川土居村                   | 川土居村                        | 昭和29年10月1日 西川町         | 昭和29年10月1日 西川町               | 西川町                        | 西川町                        | 西川町         |
| 原村               | 原村               | 原村                | 西 村 山 郡 | 原村                | 原村                       | 川土居村                   | 川土居村                        | 昭和29年10月1日 西川町         | 昭和29年10月1日 西川町               | 西川町                        | 西川町                        | 西川町         |
| 吉川村             | 吉川村             | 吉川村              | 西 村 山 郡 | 吉川村              | 吉川村                     | 川土居村                   | 川土居村                        | 昭和29年10月1日 西川町         | 昭和29年10月1日 西川町               | 西川町                        | 西川町                        | 西川町         |
| 入間村             | 入間村             | 入間村              | 西 村 山 郡 | 入間村              | 入間村                     | 川土居村                   | 川土居村                        | 昭和29年10月1日 西川町         | 昭和29年10月1日 西川町               | 西川町                        | 西川町                        | 西川町         |
| 楯西村             | 楯西村             | 楯西村              | 西 村 山 郡 | 明治14年 寒河江村   | 寒河江村                   | 寒河江村                   | 明治26年1月7日 町制 寒河江町    | 昭和29年8月1日 寒河江市        | 寒河江市                             | 寒河江市                      | 寒河江市                      | 寒河江市       |
| 楯南村             | 楯南村             | 楯南村              | 西 村 山 郡 | 明治14年 寒河江村   | 寒河江村                   | 寒河江村                   | 明治26年1月7日 町制 寒河江町    | 昭和29年8月1日 寒河江市        | 寒河江市                             | 寒河江市                      | 寒河江市                      | 寒河江市       |
| 楯北村             | 楯北村             | 楯北村              | 西 村 山 郡 | 明治14年 寒河江村   | 寒河江村                   | 寒河江村                   | 明治26年1月7日 町制 寒河江町    | 昭和29年8月1日 寒河江市        | 寒河江市                             | 寒河江市                      | 寒河江市                      | 寒河江市       |
| 本楯村             | 本楯村             | 本楯村              | 西 村 山 郡 | 明治14年 寒河江村   | 寒河江村                   | 寒河江村                   | 明治26年1月7日 町制 寒河江町    | 昭和29年8月1日 寒河江市        | 寒河江市                             | 寒河江市                      | 寒河江市                      | 寒河江市       |
| 島村               | 島村               | 島村                | 西 村 山 郡 | 島村                | 島村                       | 寒河江村                   | 明治26年1月7日 町制 寒河江町    | 昭和29年8月1日 寒河江市        | 寒河江市                             | 寒河江市                      | 寒河江市                      | 寒河江市       |
| 高屋村             | 高屋村             | 高屋村              | 西 村 山 郡 | 高屋村              | 高屋村                     | 寒河江村                   | 明治26年1月7日 町制 寒河江町    | 昭和29年8月1日 寒河江市        | 寒河江市                             | 寒河江市                      | 寒河江市                      | 寒河江市       |
| 西根村             | 西根村             | 西根村              | 西 村 山 郡 | 西根村              | 西根村                     | 西根村                     | 西根村                          | 昭和29年8月1日 寒河江市        | 寒河江市                             | 寒河江市                      | 寒河江市                      | 寒河江市       |
| 新田村             | 新田村             | 新田村              | 西 村 山 郡 | 明治14年 日田村     | 日田村                     | 西根村                     | 西根村                          | 昭和29年8月1日 寒河江市        | 寒河江市                             | 寒河江市                      | 寒河江市                      | 寒河江市       |
| 仁田村             | 仁田村             | 仁田村              | 西 村 山 郡 | 明治14年 日田村     | 日田村                     | 西根村                     | 西根村                          | 昭和29年8月1日 寒河江市        | 寒河江市                             | 寒河江市                      | 寒河江市                      | 寒河江市       |
| 柴橋村             | 柴橋村             | 柴橋村              | 西 村 山 郡 | 柴橋村              | 柴橋村                     | 柴橋村                     | 柴橋村                          | 昭和29年8月1日 寒河江市        | 寒河江市                             | 寒河江市                      | 寒河江市                      | 寒河江市       |
| 中郷村             | 中郷村             | 中郷村              | 西 村 山 郡 | 中郷村              | 中郷村                     | 柴橋村                     | 柴橋村                          | 昭和29年8月1日 寒河江市        | 寒河江市                             | 寒河江市                      | 寒河江市                      | 寒河江市       |
| 松川村             | 松川村             | 松川村              | 西 村 山 郡 | 松川村              | 松川村                     | 柴橋村                     | 柴橋村                          | 昭和29年8月1日 寒河江市        | 寒河江市                             | 寒河江市                      | 寒河江市                      | 寒河江市       |
| 平塩村             | 平塩村             | 平塩村              | 西 村 山 郡 | 平塩村              | 平塩村                     | 柴橋村                     | 柴橋村                          | 昭和29年8月1日 寒河江市        | 寒河江市                             | 寒河江市                      | 寒河江市                      | 寒河江市       |
| 米沢村             | 米沢村             | 米沢村              | 西 村 山 郡 | 米沢村              | 米沢村                     | 高松村                     | 高松村                          | 昭和29年8月1日 寒河江市        | 寒河江市                             | 寒河江市                      | 寒河江市                      | 寒河江市       |
| 谷沢村             | 谷沢村             | 谷沢村              | 西 村 山 郡 | 谷沢村              | 谷沢村                     | 高松村                     | 高松村                          | 昭和29年8月1日 寒河江市        | 寒河江市                             | 寒河江市                      | 寒河江市                      | 寒河江市       |
| 八鍬村             | 八鍬村             | 八鍬村              | 西 村 山 郡 | 八鍬村              | 八鍬村                     | 高松村                     | 高松村                          | 昭和29年8月1日 寒河江市        | 寒河江市                             | 寒河江市                      | 寒河江市                      | 寒河江市       |
| 清助新田村         | 清助新田村         | 清助新田村          | 西 村 山 郡 | 清助新田村          | 清助新田村                 | 高松村                     | 高松村                          | 昭和29年8月1日 寒河江市        | 寒河江市                             | 寒河江市                      | 寒河江市                      | 寒河江市       |
| 日和田村           | 日和田村           | 日和田村            | 西 村 山 郡 | 日和田村            | 日和田村                   | 醍醐村                     | 醍醐村                          | 昭和29年8月1日 寒河江市        | 寒河江市                             | 寒河江市                      | 寒河江市                      | 寒河江市       |
| 慈恩寺村           | 慈恩寺村           | 慈恩寺村            | 西 村 山 郡 | 慈恩寺村            | 慈恩寺村                   | 醍醐村                     | 醍醐村                          | 昭和29年8月1日 寒河江市        | 寒河江市                             | 寒河江市                      | 寒河江市                      | 寒河江市       |
| 箕輪村             | 箕輪村             | 箕輪村              | 西 村 山 郡 | 箕輪村              | 箕輪村                     | 醍醐村                     | 醍醐村                          | 昭和29年8月1日 寒河江市        | 寒河江市                             | 寒河江市                      | 寒河江市                      | 寒河江市       |
| 白岩村             | 白岩村             | 白岩村              | 西 村 山 郡 | 白岩村              | 白岩村                     | 白岩村                     | 明治33年2月8日 町制 白岩町      | 昭和29年11月1日 寒河江市に編入 | 寒河江市                             | 寒河江市                      | 寒河江市                      | 寒河江市       |
| 留場村             | 留場村             | 留場村              | 西 村 山 郡 | 留場村              | 留場村                     | 白岩村                     | 明治33年2月8日 町制 白岩町      | 昭和29年11月1日 寒河江市に編入 | 寒河江市                             | 寒河江市                      | 寒河江市                      | 寒河江市       |
| 田代村             | 田代村             | 田代村              | 西 村 山 郡 | 田代村              | 田代村                     | 白岩村                     | 明治33年2月8日 町制 白岩町      | 昭和29年11月1日 寒河江市に編入 | 寒河江市                             | 寒河江市                      | 寒河江市                      | 寒河江市       |
| 幸生村             | 幸生村             | 幸生村              | 西 村 山 郡 | 幸生村              | 幸生村                     | 白岩村                     | 明治33年2月8日 町制 白岩町      | 昭和29年11月1日 寒河江市に編入 | 寒河江市                             | 寒河江市                      | 寒河江市                      | 寒河江市       |
| 宮内村             | 宮内村             | 宮内村              | 西 村 山 郡 | 宮内村              | 宮内村                     | 白岩村                     | 明治33年2月8日 町制 白岩町      | 昭和29年11月1日 寒河江市に編入 | 寒河江市                             | 寒河江市                      | 寒河江市                      | 寒河江市       |
| 上小泉村           | 上小泉村           | 明治7年 小泉村      | 西 村 山 郡 | 明治14年 三泉村     | 三泉村                     | 三泉村                     | 三泉村                          | 昭和29年11月1日 寒河江市に編入 | 寒河江市                             | 寒河江市                      | 寒河江市                      | 寒河江市       |
| 下小泉村           |                    | 明治7年 小泉村      | 西 村 山 郡 | 明治14年 三泉村     | 三泉村                     | 三泉村                     | 三泉村                          | 昭和29年11月1日 寒河江市に編入 | 寒河江市                             | 寒河江市                      | 寒河江市                      | 寒河江市       |
| 小泉村             | 一部を除く         | 明治7年 改称 泉村   | 西 村 山 郡 | 明治14年 三泉村     | 三泉村                     | 三泉村                     | 三泉村                          | 昭和29年11月1日 寒河江市に編入 | 寒河江市                             | 寒河江市                      | 寒河江市                      | 寒河江市       |
| 小泉村             | 一部               | 明治7年 改称 泉村   | 西 村 山 郡 | 明治14年 三泉村     | 三泉村                     | 三泉村                     | 三泉村                          | 昭和29年11月1日 寒河江市に編入 | 昭和30年12月31日 河北町に編入        | 河北町                        | 河北町                        | 河北町         |
| 松橋村             | 松橋村             | 松橋村              | 西 村 山 郡 | 松橋村              | 明治20年 谷地村            | 谷地村                     | 明治29年4月2日 町制 谷地町      | 昭和29年10月1日 河北町         | 昭和29年10月1日 河北町               | 河北町                        | 河北町                        | 河北町         |
| 新町村             | 新町村             | 新町村              | 西 村 山 郡 | 新町村              | 明治20年 谷地村            | 谷地村                     | 明治29年4月2日 町制 谷地町      | 昭和29年10月1日 河北町         | 昭和29年10月1日 河北町               | 河北町                        | 河北町                        | 河北町         |
| 大町村             | 大町村             | 大町村              | 西 村 山 郡 | 大町村              | 明治20年 谷地村            | 谷地村                     | 明治29年4月2日 町制 谷地町      | 昭和29年10月1日 河北町         | 昭和29年10月1日 河北町               | 河北町                        | 河北町                        | 河北町         |
| 荒町村             | 荒町村             | 荒町村              | 西 村 山 郡 | 荒町村              | 明治20年 谷地村            | 谷地村                     | 明治29年4月2日 町制 谷地町      | 昭和29年10月1日 河北町         | 昭和29年10月1日 河北町               | 河北町                        | 河北町                        | 河北町         |
| 前小路村           | 前小路村           | 前小路村            | 西 村 山 郡 | 前小路村            | 明治20年 谷地村            | 谷地村                     | 明治29年4月2日 町制 谷地町      | 昭和29年10月1日 河北町         | 昭和29年10月1日 河北町               | 河北町                        | 河北町                        | 河北町         |
| 北口村             | 北口村             | 北口村              | 西 村 山 郡 | 北口村              | 明治20年 谷地村            | 谷地村                     | 明治29年4月2日 町制 谷地町      | 昭和29年10月1日 河北町         | 昭和29年10月1日 河北町               | 河北町                        | 河北町                        | 河北町         |
| 工藤小路村         | 工藤小路村         | 工藤小路村          | 西 村 山 郡 | 工藤小路村          | 明治20年 谷地村            | 谷地村                     | 明治29年4月2日 町制 谷地町      | 昭和29年10月1日 河北町         | 昭和29年10月1日 河北町               | 河北町                        | 河北町                        | 河北町         |
| 吉田村             | 吉田村             | 吉田村              | 西 村 山 郡 | 吉田村              | 吉田村                     | 北谷地村                   | 北谷地村                        | 昭和29年10月1日 河北町         | 昭和29年10月1日 河北町               | 河北町                        | 河北町                        | 河北町         |
| 岩木村             | 岩木村             | 岩木村              | 西 村 山 郡 | 岩木村              | 岩木村                     | 北谷地村                   | 北谷地村                        | 昭和29年10月1日 河北町         | 昭和29年10月1日 河北町               | 河北町                        | 河北町                        | 河北町         |
| 新吉田村           | 新吉田村           | 新吉田村            | 西 村 山 郡 | 新吉田村            | 新吉田村                   | 北谷地村                   | 北谷地村                        | 昭和29年10月1日 河北町         | 昭和29年10月1日 河北町               | 河北町                        | 河北町                        | 河北町         |
| 西里村             | 西里村             | 西里村              | 西 村 山 郡 | 西里村              | 西里村                     | 西里村                     | 西里村                          | 昭和29年10月1日 河北町         | 昭和29年10月1日 河北町               | 河北町                        | 河北町                        | 河北町         |
| 溝延村             | 溝延村             | 溝延村              | 西 村 山 郡 | 溝延村              | 溝延村                     | 溝延村                     | 溝延村                          | 昭和29年10月1日 河北町         | 昭和29年10月1日 河北町               | 河北町                        | 河北町                        | 河北町         |
| 田井村             | 田井村             | 田井村              | 西 村 山 郡 | 田井村              | 田井村                     | 溝延村                     | 溝延村                          | 昭和29年10月1日 河北町         | 昭和29年10月1日 河北町               | 河北町                        | 河北町                        | 河北町         |
| 大石田村           | 大石田村           | 大石田村            | 北 村 山 郡 | 大石田村            | 明治20年 大石田村          | 大石田村                   | 明治30年4月22日 町制 大石田町   | 昭和30年1月1日 大石田町        | 大石田町                             | 大石田町                      | 大石田町                      | 大石田町       |
| 大石田本町         | 大石田本町         | 大石田本町          | 北 村 山 郡 | 大石田本町          | 明治20年 大石田村          | 大石田村                   | 明治30年4月22日 町制 大石田町   | 昭和30年1月1日 大石田町        | 大石田町                             | 大石田町                      | 大石田町                      | 大石田町       |
| 大石田四日町       | 大石田四日町       | 大石田四日町        | 北 村 山 郡 | 大石田四日町        | 明治20年 大石田村          | 大石田村                   | 明治30年4月22日 町制 大石田町   | 昭和30年1月1日 大石田町        | 大石田町                             | 大石田町                      | 大石田町                      | 大石田町       |
| 新大石田村         | 新大石田村         | 新大石田村          | 北 村 山 郡 | 新大石田村          | 明治20年 大石田村          | 大石田村                   | 明治30年4月22日 町制 大石田町   | 昭和30年1月1日 大石田町        | 大石田町                             | 大石田町                      | 大石田町                      | 大石田町       |
| 今宿村             | 今宿村             | 今宿村              | 北 村 山 郡 | 今宿村              | 今宿村                     | 大石田村                   | 明治30年4月22日 町制 大石田町   | 昭和30年1月1日 大石田町        | 大石田町                             | 大石田町                      | 大石田町                      | 大石田町       |
| 川前村             | 川前村             | 川前村              | 北 村 山 郡 | 川前村              | 川前村                     | 亀井田村                   | 亀井田村                        | 昭和30年1月1日 大石田町        | 大石田町                             | 大石田町                      | 大石田町                      | 大石田町       |
| 深堀村             | 深堀村             | 深堀村              | 北 村 山 郡 | 明治6年 改称 豊田村 | 豊田村                     | 亀井田村                   | 亀井田村                        | 昭和30年1月1日 大石田町        | 大石田町                             | 大石田町                      | 大石田町                      | 大石田町       |
| 海谷村             | 海谷村             | 海谷村              | 北 村 山 郡 | 海谷村              | 海谷村                     | 亀井田村                   | 亀井田村                        | 昭和30年1月1日 大石田町        | 大石田町                             | 大石田町                      | 大石田町                      | 大石田町       |
| 岩ヶ袋村           | 岩ヶ袋村           | 岩ヶ袋村            | 北 村 山 郡 | 岩ヶ袋村            | 岩ヶ袋村                   | 亀井田村                   | 亀井田村                        | 昭和30年1月1日 大石田町        | 大石田町                             | 大石田町                      | 大石田町                      | 大石田町       |
| 鷹巣村             | 鷹巣村             | 鷹巣村              | 北 村 山 郡 | 鷹巣村              | 鷹巣村                     | 亀井田村                   | 亀井田村                        | 昭和30年1月1日 大石田町        | 大石田町                             | 大石田町                      | 大石田町                      | 大石田町       |
| 大浦村             | 大浦村             | 大浦村              | 北 村 山 郡 | 大浦村              | 大浦村                     | 亀井田村                   | 亀井田村                        | 昭和30年1月1日 大石田町        | 大石田町                             | 大石田町                      | 大石田町                      | 大石田町       |
| 駒籠村             | 駒籠村             | 駒籠村              | 北 村 山 郡 | 駒籠村              | 駒籠村                     | 亀井田村                   | 亀井田村                        | 昭和30年1月1日 大石田町        | 大石田町                             | 大石田町                      | 大石田町                      | 大石田町       |
| 次年子村           | 次年子村           | 次年子村            | 北 村 山 郡 | 次年子村            | 次年子村                   | 亀井田村                   | 亀井田村                        | 昭和30年1月1日 大石田町        | 大石田町                             | 大石田町                      | 大石田町                      | 大石田町       |
| 横山村             | 横山村             | 横山村              | 北 村 山 郡 | 横山村              | 横山村                     | 大高根村                   | 明治34年5月1日 分立 横山村      | 昭和30年1月1日 大石田町        | 大石田町                             | 大石田町                      | 大石田町                      | 大石田町       |
| 田沢村             | 一部を除く         | 田沢村              | 北 村 山 郡 | 田沢村              | 田沢村                     | 大高根村                   | 明治34年5月1日 分立 横山村      | 昭和30年1月1日 大石田町        | 大石田町                             | 大石田町                      | 大石田町                      | 大石田町       |
| 田沢村             | 一部               | 田沢村              | 北 村 山 郡 | 田沢村              | 田沢村                     | 大高根村                   | 明治34年5月1日 分立 横山村      | 昭和30年1月1日 大石田町        | 昭和30年4月1日 村山市に編入          | 村山市                        | 村山市                        | 村山市         |
| 富並村             | 富並村             | 富並村              | 北 村 山 郡 | 富並村              | 富並村                     | 大高根村                   | 大高根村                        | 昭和30年1月1日 村山市に編入    | 村山市                               | 村山市                        | 村山市                        | 村山市         |
| 山内村             | 山内村             | 山内村              | 北 村 山 郡 | 山内村              | 山内村                     | 大高根村                   | 大高根村                        | 昭和30年1月1日 村山市に編入    | 村山市                               | 村山市                        | 村山市                        | 村山市         |
| 白鳥村             | 白鳥村             | 白鳥村              | 北 村 山 郡 | 白鳥村              | 白鳥村                     | 大高根村                   | 大高根村                        | 昭和30年1月1日 村山市に編入    | 村山市                               | 村山市                        | 村山市                        | 村山市         |
| 楯岡村             | 楯岡村             | 楯岡村              | 北 村 山 郡 | 楯岡村              | 楯岡村                     | 楯岡村                     | 明治25年3月18日 町制 楯岡町     | 昭和29年11月1日 村山市         | 村山市                               | 村山市                        | 村山市                        | 村山市         |
| 湯沢村             | 湯沢村             | 湯沢村              | 北 村 山 郡 | 湯沢村              | 湯沢村                     | 楯岡村                     | 明治25年3月18日 町制 楯岡町     | 昭和29年11月1日 村山市         | 村山市                               | 村山市                        | 村山市                        | 村山市         |
| 名取村             | 名取村             | 名取村              | 北 村 山 郡 | 名取村              | 名取村                     | 西郷村                     | 西郷村                          | 昭和29年11月1日 村山市         | 村山市                               | 村山市                        | 村山市                        | 村山市         |
| 大淀村             | 大淀村             | 大淀村              | 北 村 山 郡 | 大淀村              | 大淀村                     | 西郷村                     | 西郷村                          | 昭和29年11月1日 村山市         | 村山市                               | 村山市                        | 村山市                        | 村山市         |
| 長島村             | 長島村             | 長島村              | 北 村 山 郡 | 長島村              | 長島村                     | 西郷村                     | 西郷村                          | 昭和29年11月1日 村山市         | 村山市                               | 村山市                        | 村山市                        | 村山市         |
| 杉島村             | 杉島村             | 杉島村              | 北 村 山 郡 | 明治11年 河島村     | 河島村                     | 西郷村                     | 西郷村                          | 昭和29年11月1日 村山市         | 村山市                               | 村山市                        | 村山市                        | 村山市         |
| 塩川村             | 塩川村             | 塩川村              | 北 村 山 郡 | 明治11年 河島村     | 河島村                     | 西郷村                     | 西郷村                          | 昭和29年11月1日 村山市         | 村山市                               | 村山市                        | 村山市                        | 村山市         |
| 林崎村             | 林崎村             | 林崎村              | 北 村 山 郡 | 林崎村              | 林崎村                     | 大倉村                     | 大倉村                          | 昭和29年11月1日 村山市         | 村山市                               | 村山市                        | 村山市                        | 村山市         |
| 櫤山村             | 櫤山村             | 櫤山村              | 北 村 山 郡 | 櫤山村              | 櫤山村                     | 大倉村                     | 大倉村                          | 昭和29年11月1日 村山市         | 村山市                               | 村山市                        | 村山市                        | 村山市         |
| 大久保村           | 大久保村           | 明治9年 大久保村    | 北 村 山 郡 | 大久保村            | 大久保村                   | 大久保村                   | 大久保村                        | 昭和29年11月1日 村山市         | 村山市                               | 村山市                        | 村山市                        | 村山市         |
| 宝田村             |                    | 明治9年 大久保村    | 北 村 山 郡 | 大久保村            | 大久保村                   | 大久保村                   | 大久保村                        | 昭和29年11月1日 村山市         | 村山市                               | 村山市                        | 村山市                        | 村山市         |
| 湯野沢村           | 湯野沢村           | 湯野沢村            | 北 村 山 郡 | 湯野沢村            | 湯野沢村                   | 富本村                     | 富本村                          | 昭和29年11月1日 村山市         | 村山市                               | 村山市                        | 村山市                        | 村山市         |
| 上野村             | 上野村             | 明治6年 改称 岩野村 | 北 村 山 郡 | 岩野村              | 岩野村                     | 富本村                     | 富本村                          | 昭和29年11月1日 村山市         | 村山市                               | 村山市                        | 村山市                        | 村山市         |
| 樽石村             | 樽石村             | 樽石村              | 北 村 山 郡 | 樽石村              | 樽石村                     | 戸沢村                     | 戸沢村                          | 昭和29年11月1日 村山市         | 村山市                               | 村山市                        | 村山市                        | 村山市         |
| 稲下村             | 稲下村             | 稲下村              | 北 村 山 郡 | 稲下村              | 稲下村                     | 戸沢村                     | 戸沢村                          | 昭和29年11月1日 村山市         | 村山市                               | 村山市                        | 村山市                        | 村山市         |
| 長善寺村           | 長善寺村           | 長善寺村            | 北 村 山 郡 | 長善寺村            | 長善寺村                   | 戸沢村                     | 戸沢村                          | 昭和29年11月1日 村山市         | 村山市                               | 村山市                        | 村山市                        | 村山市         |
| 大槇村             | 大槇村             | 大槇村              | 北 村 山 郡 | 大槇村              | 大槇村                     | 戸沢村                     | 戸沢村                          | 昭和29年11月1日 村山市         | 村山市                               | 村山市                        | 村山市                        | 村山市         |
| 土生田村           | 土生田村           | 土生田村            | 北 村 山 郡 | 土生田村            | 土生田村                   | 袖崎村                     | 袖崎村                          | 昭和29年12月1日 村山市に編入   | 村山市                               | 村山市                        | 村山市                        | 村山市         |
| 本飯田村           | 本飯田村           | 本飯田村            | 北 村 山 郡 | 本飯田村            | 本飯田村                   | 袖崎村                     | 袖崎村                          | 昭和29年12月1日 村山市に編入   | 村山市                               | 村山市                        | 村山市                        | 村山市         |
| 五十沢村           | 一部を除く         | 五十沢村            | 北 村 山 郡 | 五十沢村            | 五十沢村                   | 袖崎村                     | 袖崎村                          | 昭和29年12月1日 村山市に編入   | 村山市                               | 村山市                        | 村山市                        | 村山市         |
| 五十沢村           | 一部               | 五十沢村            | 北 村 山 郡 | 五十沢村            | 五十沢村                   | 袖崎村                     | 袖崎村                          | 昭和29年12月1日 村山市に編入   | 昭和30年10月10日 尾花沢町に編入      | 尾花沢町                      | 昭和34年4月10日 市制 尾花沢市 | 尾花沢市       |
| 尾花沢村           | 尾花沢村           | 尾花沢村            | 北 村 山 郡 | 尾花沢村            | 尾花沢村                   | 尾花沢村                   | 明治30年7月26日 町制 尾花沢町   | 昭和29年10月1日 尾花沢町       | 昭和29年10月1日 尾花沢町             | 尾花沢町                      | 昭和34年4月10日 市制 尾花沢市 | 尾花沢市       |
| 朧気村             | 朧気村             | 朧気村              | 北 村 山 郡 | 朧気村              | 朧気村                     | 尾花沢村                   | 明治30年7月26日 町制 尾花沢町   | 昭和29年10月1日 尾花沢町       | 昭和29年10月1日 尾花沢町             | 尾花沢町                      | 昭和34年4月10日 市制 尾花沢市 | 尾花沢市       |
| 二藤袋村           | 二藤袋村           | 二藤袋村            | 北 村 山 郡 | 二藤袋村            | 二藤袋村                   | 尾花沢村                   | 明治30年7月26日 町制 尾花沢町   | 昭和29年10月1日 尾花沢町       | 昭和29年10月1日 尾花沢町             | 尾花沢町                      | 昭和34年4月10日 市制 尾花沢市 | 尾花沢市       |
| 午房野村           | 午房野村           | 午房野村            | 北 村 山 郡 | 午房野村            | 午房野村                   | 尾花沢村                   | 明治30年7月26日 町制 尾花沢町   | 昭和29年10月1日 尾花沢町       | 昭和29年10月1日 尾花沢町             | 尾花沢町                      | 昭和34年4月10日 市制 尾花沢市 | 尾花沢市       |
| 芦沢村             | 芦沢村             | 芦沢村              | 北 村 山 郡 | 芦沢村              | 芦沢村                     | 福原村                     | 福原村                          | 昭和29年10月1日 尾花沢町       | 昭和29年10月1日 尾花沢町             | 尾花沢町                      | 昭和34年4月10日 市制 尾花沢市 | 尾花沢市       |
| 名木沢村           | 名木沢村           | 名木沢村            | 北 村 山 郡 | 名木沢村            | 名木沢村                   | 福原村                     | 福原村                          | 昭和29年10月1日 尾花沢町       | 昭和29年10月1日 尾花沢町             | 尾花沢町                      | 昭和34年4月10日 市制 尾花沢市 | 尾花沢市       |
| 毒沢村             | 毒沢村             | 毒沢村              | 北 村 山 郡 | 毒沢村              | 毒沢村                     | 福原村                     | 福原村                          | 昭和29年10月1日 尾花沢町       | 昭和29年10月1日 尾花沢町             | 尾花沢町                      | 昭和34年4月10日 市制 尾花沢市 | 尾花沢市       |
| 寺内村             | 寺内村             | 寺内村              | 北 村 山 郡 | 寺内村              | 寺内村                     | 福原村                     | 福原村                          | 昭和29年10月1日 尾花沢町       | 昭和29年10月1日 尾花沢町             | 尾花沢町                      | 昭和34年4月10日 市制 尾花沢市 | 尾花沢市       |
| 南沢村             | 南沢村             | 南沢村              | 北 村 山 郡 | 南沢村              | 南沢村                     | 福原村                     | 福原村                          | 昭和29年10月1日 尾花沢町       | 昭和29年10月1日 尾花沢町             | 尾花沢町                      | 昭和34年4月10日 市制 尾花沢市 | 尾花沢市       |
| 野黒沢村           | 野黒沢村           | 野黒沢村            | 北 村 山 郡 | 野黒沢村            | 野黒沢村                   | 福原村                     | 福原村                          | 昭和29年10月1日 尾花沢町       | 昭和29年10月1日 尾花沢町             | 尾花沢町                      | 昭和34年4月10日 市制 尾花沢市 | 尾花沢市       |
| 荻袋村             | 荻袋村             | 明治8年 荻袋村      | 北 村 山 郡 | 荻袋村              | 荻袋村                     | 福原村                     | 福原村                          | 昭和29年10月1日 尾花沢町       | 昭和29年10月1日 尾花沢町             | 尾花沢町                      | 昭和34年4月10日 市制 尾花沢市 | 尾花沢市       |
| 喜右衛門新田       |                    | 明治8年 荻袋村      | 北 村 山 郡 | 荻袋村              | 荻袋村                     | 福原村                     | 福原村                          | 昭和29年10月1日 尾花沢町       | 昭和29年10月1日 尾花沢町             | 尾花沢町                      | 昭和34年4月10日 市制 尾花沢市 | 尾花沢市       |
| 正厳村             | 正厳村             | 正厳村              | 北 村 山 郡 | 正厳村              | 正厳村                     | 宮沢村                     | 宮沢村                          | 昭和29年10月1日 尾花沢町       | 昭和29年10月1日 尾花沢町             | 尾花沢町                      | 昭和34年4月10日 市制 尾花沢市 | 尾花沢市       |
| 丹生村             | 丹生村             | 丹生村              | 北 村 山 郡 | 丹生村              | 丹生村                     | 宮沢村                     | 宮沢村                          | 昭和29年10月1日 尾花沢町       | 昭和29年10月1日 尾花沢町             | 尾花沢町                      | 昭和34年4月10日 市制 尾花沢市 | 尾花沢市       |
| 高橋村             | 高橋村             | 高橋村              | 北 村 山 郡 | 高橋村              | 高橋村                     | 宮沢村                     | 宮沢村                          | 昭和29年10月1日 尾花沢町       | 昭和29年10月1日 尾花沢町             | 尾花沢町                      | 昭和34年4月10日 市制 尾花沢市 | 尾花沢市       |
| 行沢村             | 行沢村             | 行沢村              | 北 村 山 郡 | 行沢村              | 行沢村                     | 宮沢村                     | 宮沢村                          | 昭和29年10月1日 尾花沢町       | 昭和29年10月1日 尾花沢町             | 尾花沢町                      | 昭和34年4月10日 市制 尾花沢市 | 尾花沢市       |
| 中島村             | 中島村             | 中島村              | 北 村 山 郡 | 中島村              | 中島村                     | 宮沢村                     | 宮沢村                          | 昭和29年10月1日 尾花沢町       | 昭和29年10月1日 尾花沢町             | 尾花沢町                      | 昭和34年4月10日 市制 尾花沢市 | 尾花沢市       |
| 押切村             | 押切村             | 押切村              | 北 村 山 郡 | 押切村              | 押切村                     | 宮沢村                     | 宮沢村                          | 昭和29年10月1日 尾花沢町       | 昭和29年10月1日 尾花沢町             | 尾花沢町                      | 昭和34年4月10日 市制 尾花沢市 | 尾花沢市       |
| 岩谷沢村           | 岩谷沢村           | 岩谷沢村            | 北 村 山 郡 | 岩谷沢村            | 岩谷沢村                   | 宮沢村                     | 宮沢村                          | 昭和29年10月1日 尾花沢町       | 昭和29年10月1日 尾花沢町             | 尾花沢町                      | 昭和34年4月10日 市制 尾花沢市 | 尾花沢市       |
| 市野々村           | 市野々村           | 市野々村            | 北 村 山 郡 | 市野々村            | 市野々村                   | 宮沢村                     | 宮沢村                          | 昭和29年10月1日 尾花沢町       | 昭和29年10月1日 尾花沢町             | 尾花沢町                      | 昭和34年4月10日 市制 尾花沢市 | 尾花沢市       |
| 関谷村             | 関谷村             | 明治9年 富山村      | 北 村 山 郡 | 富山村              | 富山村                     | 宮沢村                     | 宮沢村                          | 昭和29年10月1日 尾花沢町       | 昭和29年10月1日 尾花沢町             | 尾花沢町                      | 昭和34年4月10日 市制 尾花沢市 | 尾花沢市       |
| 矢越村             |                    | 明治9年 富山村      | 北 村 山 郡 | 富山村              | 富山村                     | 宮沢村                     | 宮沢村                          | 昭和29年10月1日 尾花沢町       | 昭和29年10月1日 尾花沢町             | 尾花沢町                      | 昭和34年4月10日 市制 尾花沢市 | 尾花沢市       |
| 上柳渡戸村         | 上柳渡戸村         | 上柳渡戸村          | 北 村 山 郡 | 上柳渡戸村          | 上柳渡戸村                 | 玉野村                     | 玉野村                          | 昭和29年10月1日 尾花沢町       | 昭和29年10月1日 尾花沢町             | 尾花沢町                      | 昭和34年4月10日 市制 尾花沢市 | 尾花沢市       |
| 下柳渡戸村         | 下柳渡戸村         | 下柳渡戸村          | 北 村 山 郡 | 下柳渡戸村          | 下柳渡戸村                 | 玉野村                     | 玉野村                          | 昭和29年10月1日 尾花沢町       | 昭和29年10月1日 尾花沢町             | 尾花沢町                      | 昭和34年4月10日 市制 尾花沢市 | 尾花沢市       |
| 銀山新畑村         | 銀山新畑村         | 銀山新畑村          | 北 村 山 郡 | 銀山新畑村          | 銀山新畑村                 | 玉野村                     | 玉野村                          | 昭和29年10月1日 尾花沢町       | 昭和29年10月1日 尾花沢町             | 尾花沢町                      | 昭和34年4月10日 市制 尾花沢市 | 尾花沢市       |
| 上ノ畑村           | 上ノ畑村           | 上ノ畑村            | 北 村 山 郡 | 上ノ畑村            | 上ノ畑村                   | 玉野村                     | 玉野村                          | 昭和29年10月1日 尾花沢町       | 昭和29年10月1日 尾花沢町             | 尾花沢町                      | 昭和34年4月10日 市制 尾花沢市 | 尾花沢市       |
| 母袋村             | 母袋村             | 母袋村              | 北 村 山 郡 | 母袋村              | 母袋村                     | 玉野村                     | 玉野村                          | 昭和29年10月1日 尾花沢町       | 昭和29年10月1日 尾花沢町             | 尾花沢町                      | 昭和34年4月10日 市制 尾花沢市 | 尾花沢市       |
| 原田村             | 原田村             | 原田村              | 北 村 山 郡 | 原田村              | 原田村                     | 玉野村                     | 玉野村                          | 昭和29年10月1日 尾花沢町       | 昭和29年10月1日 尾花沢町             | 尾花沢町                      | 昭和34年4月10日 市制 尾花沢市 | 尾花沢市       |
| 北郷村             | 北郷村             | 明治9年 北郷村      | 北 村 山 郡 | 明治9年 北郷村      | 北郷村                     | 玉野村                     | 玉野村                          | 昭和29年10月1日 尾花沢町       | 昭和29年10月1日 尾花沢町             | 尾花沢町                      | 昭和34年4月10日 市制 尾花沢市 | 尾花沢市       |
| 坂本村             |                    | 明治9年 北郷村      | 北 村 山 郡 | 明治9年 北郷村      | 北郷村                     | 玉野村                     | 玉野村                          | 昭和29年10月1日 尾花沢町       | 昭和29年10月1日 尾花沢町             | 尾花沢町                      | 昭和34年4月10日 市制 尾花沢市 | 尾花沢市       |
| 鶴巻田村           | 鶴巻田村           | 鶴巻田村            | 北 村 山 郡 | 鶴巻田村            | 鶴巻田村                   | 玉野村                     | 玉野村                          | 昭和29年10月1日 尾花沢町       | 昭和29年10月1日 尾花沢町             | 尾花沢町                      | 昭和34年4月10日 市制 尾花沢市 | 尾花沢市       |
| 延沢村             | 延沢村             | 延沢村              | 北 村 山 郡 | 延沢村              | 延沢村                     | 常盤村                     | 常盤村                          | 昭和29年10月1日 尾花沢町       | 昭和29年10月1日 尾花沢町             | 尾花沢町                      | 昭和34年4月10日 市制 尾花沢市 | 尾花沢市       |
| 細野村             | 細野村             | 細野村              | 北 村 山 郡 | 細野村              | 細野村                     | 常盤村                     | 常盤村                          | 昭和29年10月1日 尾花沢町       | 昭和29年10月1日 尾花沢町             | 尾花沢町                      | 昭和34年4月10日 市制 尾花沢市 | 尾花沢市       |
| 畑沢村             | 畑沢村             | 畑沢村              | 北 村 山 郡 | 畑沢村              | 畑沢村                     | 常盤村                     | 常盤村                          | 昭和29年10月1日 尾花沢町       | 昭和29年10月1日 尾花沢町             | 尾花沢町                      | 昭和34年4月10日 市制 尾花沢市 | 尾花沢市       |
| 鶴子村             | 鶴子村             | 鶴子村              | 北 村 山 郡 | 鶴子村              | 鶴子村                     | 常盤村                     | 常盤村                          | 昭和29年10月1日 尾花沢町       | 昭和29年10月1日 尾花沢町             | 尾花沢町                      | 昭和34年4月10日 市制 尾花沢市 | 尾花沢市       |
| 六沢村             | 六沢村             | 六沢村              | 北 村 山 郡 | 六沢村              | 六沢村                     | 常盤村                     | 常盤村                          | 昭和29年10月1日 尾花沢町       | 昭和29年10月1日 尾花沢町             | 尾花沢町                      | 昭和34年4月10日 市制 尾花沢市 | 尾花沢市       |
| 東根村             | 東根村             | 東根村              | 北 村 山 郡 | 東根村              | 明治20年 東根村            | 東根村                     | 明治29年6月 町制 東根町         | 昭和29年8月1日 東根町          | 昭和29年8月1日 東根町                | 東根町                        | 昭和33年11月3日 市制 東根市   | 東根市         |
| 小林新田           | 小林新田           | 小林新田            | 北 村 山 郡 | 小林新田            | 明治20年 東根村            | 東根村                     | 明治29年6月 町制 東根町         | 昭和29年8月1日 東根町          | 昭和29年8月1日 東根町                | 東根町                        | 昭和33年11月3日 市制 東根市   | 東根市         |
| 原方村             | 原方村             | 原方村              | 北 村 山 郡 | 原方村              | 明治20年 東根村            | 東根村                     | 明治29年6月 町制 東根町         | 昭和29年8月1日 東根町          | 昭和29年8月1日 東根町                | 東根町                        | 昭和33年11月3日 市制 東根市   | 東根市         |
| 宮崎村             | 宮崎村             | 宮崎村              | 北 村 山 郡 | 宮崎村              | 明治20年 東根村            | 東根村                     | 明治29年6月 町制 東根町         | 昭和29年8月1日 東根町          | 昭和29年8月1日 東根町                | 東根町                        | 昭和33年11月3日 市制 東根市   | 東根市         |
| 六田村             | 六田村             | 六田村              | 北 村 山 郡 | 六田村              | 六田村                     | 東根村                     | 明治29年6月 町制 東根町         | 昭和29年8月1日 東根町          | 昭和29年8月1日 東根町                | 東根町                        | 昭和33年11月3日 市制 東根市   | 東根市         |
| 神町村             | 神町村             | 神町村              | 北 村 山 郡 | 神町村              | 神町村                     | 東根村                     | 明治29年6月 町制 東根町         | 昭和29年8月1日 東根町          | 昭和29年8月1日 東根町                | 東根町                        | 昭和33年11月3日 市制 東根市   | 東根市         |
| 板垣新田           | 板垣新田           | 板垣新田            | 北 村 山 郡 | 板垣新田            | 板垣新田                   | 東根村                     | 明治29年6月 町制 東根町         | 昭和29年8月1日 東根町          | 昭和29年8月1日 東根町                | 東根町                        | 昭和33年11月3日 市制 東根市   | 東根市         |
| 中島新田           | 中島新田           | 中島新田            | 北 村 山 郡 | 中島新田            | 中島新田                   | 東根村                     | 明治29年6月 町制 東根町         | 昭和29年8月1日 東根町          | 昭和29年8月1日 東根町                | 東根町                        | 昭和33年11月3日 市制 東根市   | 東根市         |
| 大林新田           | 大林新田           | 大林新田            | 北 村 山 郡 | 大林新田            | 大林新田                   | 東根村                     | 明治29年6月 町制 東根町         | 昭和29年8月1日 東根町          | 昭和29年8月1日 東根町                | 東根町                        | 昭和33年11月3日 市制 東根市   | 東根市         |
| 野川村             | 野川村             | 野川村              | 北 村 山 郡 | 野川村              | 野川村                     | 東郷村                     | 東郷村                          | 昭和29年8月1日 東根町          | 昭和29年8月1日 東根町                | 東根町                        | 昭和33年11月3日 市制 東根市   | 東根市         |
| 沼沢村             | 沼沢村             | 沼沢村              | 北 村 山 郡 | 沼沢村              | 沼沢村                     | 東郷村                     | 東郷村                          | 昭和29年8月1日 東根町          | 昭和29年8月1日 東根町                | 東根町                        | 昭和33年11月3日 市制 東根市   | 東根市         |
| 猪野沢村           | 猪野沢村           | 猪野沢村            | 北 村 山 郡 | 猪野沢村            | 猪野沢村                   | 東郷村                     | 東郷村                          | 昭和29年8月1日 東根町          | 昭和29年8月1日 東根町                | 東根町                        | 昭和33年11月3日 市制 東根市   | 東根市         |
| 沢渡村             | 沢渡村             | 沢渡村              | 北 村 山 郡 | 明治13年 白水村     | 白水村                     | 東郷村                     | 東郷村                          | 昭和29年8月1日 東根町          | 昭和29年8月1日 東根町                | 東根町                        | 昭和33年11月3日 市制 東根市   | 東根市         |
| 後沢村             | 後沢村             | 後沢村              | 北 村 山 郡 | 明治13年 白水村     | 白水村                     | 東郷村                     | 東郷村                          | 昭和29年8月1日 東根町          | 昭和29年8月1日 東根町                | 東根町                        | 昭和33年11月3日 市制 東根市   | 東根市         |
| 万善寺村           | 万善寺村           | 万善寺村            | 北 村 山 郡 | 万善寺村            | 万善寺村                   | 東郷村                     | 東郷村                          | 昭和29年8月1日 東根町          | 昭和29年8月1日 東根町                | 東根町                        | 昭和33年11月3日 市制 東根市   | 東根市         |
| 太田新田           | 太田新田           | 太田新田            | 北 村 山 郡 | 太田新田            | 太田新田                   | 東郷村                     | 東郷村                          | 昭和29年8月1日 東根町          | 昭和29年8月1日 東根町                | 東根町                        | 昭和33年11月3日 市制 東根市   | 東根市         |
| 幾右衛門新田       | 幾右衛門新田       | 幾右衛門新田        | 北 村 山 郡 | 幾右衛門新田        | 幾右衛門新田               | 東郷村                     | 東郷村                          | 昭和29年8月1日 東根町          | 昭和29年8月1日 東根町                | 東根町                        | 昭和33年11月3日 市制 東根市   | 東根市         |
| 観音寺村           | 観音寺村           | 観音寺村            | 北 村 山 郡 | 観音寺村            | 観音寺村                   | 高崎村                     | 高崎村                          | 昭和29年8月1日 東根町          | 昭和29年8月1日 東根町                | 東根町                        | 昭和33年11月3日 市制 東根市   | 東根市         |
| 関山村             | 関山村             | 関山村              | 北 村 山 郡 | 関山村              | 関山村                     | 高崎村                     | 高崎村                          | 昭和29年8月1日 東根町          | 昭和29年8月1日 東根町                | 東根町                        | 昭和33年11月3日 市制 東根市   | 東根市         |
| 名和新田           | 名和新田           | 名和新田            | 北 村 山 郡 | 名和新田            | 名和新田                   | 高崎村                     | 高崎村                          | 昭和29年8月1日 東根町          | 昭和29年8月1日 東根町                | 東根町                        | 昭和33年11月3日 市制 東根市   | 東根市         |
| 大江新田           | 大江新田           | 大江新田            | 北 村 山 郡 | 大江新田            | 大江新田                   | 高崎村                     | 高崎村                          | 昭和29年8月1日 東根町          | 昭和29年8月1日 東根町                | 東根町                        | 昭和33年11月3日 市制 東根市   | 東根市         |
| 羽入村             | 羽入村             | 羽入村              | 北 村 山 郡 | 羽入村              | 羽入村                     | 大富村                     | 大富村                          | 昭和29年8月1日 東根町          | 昭和29年8月1日 東根町                | 東根町                        | 昭和33年11月3日 市制 東根市   | 東根市         |
| 荷口村             | 荷口村             | 荷口村              | 北 村 山 郡 | 荷口村              | 荷口村                     | 大富村                     | 大富村                          | 昭和29年8月1日 東根町          | 昭和29年8月1日 東根町                | 東根町                        | 昭和33年11月3日 市制 東根市   | 東根市         |
| 藤助新田           | 藤助新田           | 藤助新田            | 北 村 山 郡 | 藤助新田            | 藤助新田                   | 大富村                     | 大富村                          | 昭和29年8月1日 東根町          | 昭和29年8月1日 東根町                | 東根町                        | 昭和33年11月3日 市制 東根市   | 東根市         |
| 蟹沢村             | 蟹沢村             | 蟹沢村              | 北 村 山 郡 | 蟹沢村              | 蟹沢村                     | 小田島村                   | 小田島村                        | 昭和29年8月1日 東根町          | 昭和29年8月1日 東根町                | 東根町                        | 昭和33年11月3日 市制 東根市   | 東根市         |
| 野田村             | 野田村             | 野田村              | 北 村 山 郡 | 野田村              | 野田村                     | 小田島村                   | 小田島村                        | 昭和29年8月1日 東根町          | 昭和29年8月1日 東根町                | 東根町                        | 昭和33年11月3日 市制 東根市   | 東根市         |
| 郡山村             | 郡山村             | 郡山村              | 北 村 山 郡 | 郡山村              | 郡山村                     | 小田島村                   | 小田島村                        | 昭和29年8月1日 東根町          | 昭和29年8月1日 東根町                | 東根町                        | 昭和33年11月3日 市制 東根市   | 東根市         |
| 島大堀村           | 島大堀村           | 島大堀村            | 北 村 山 郡 | 島大堀村            | 島大堀村                   | 小田島村                   | 小田島村                        | 昭和29年8月1日 東根町          | 昭和29年8月1日 東根町                | 東根町                        | 昭和33年11月3日 市制 東根市   | 東根市         |
| 長瀞村             | 長瀞村             | 長瀞村              | 北 村 山 郡 | 長瀞村              | 長瀞村                     | 長瀞村                     | 長瀞村                          | 昭和29年8月1日 東根町          | 昭和29年8月1日 東根町                | 東根町                        | 昭和33年11月3日 市制 東根市   | 東根市         |
| 松沢村             | 松沢村             | 松沢村              | 北 村 山 郡 | 松沢村              | 松沢村                     | 長瀞村                     | 長瀞村                          | 昭和29年8月1日 東根町          | 昭和29年8月1日 東根町                | 東根町                        | 昭和33年11月3日 市制 東根市   | 東根市         |
| 伝兵衛長右衛門新田 | 伝兵衛長右衛門新田 | 伝兵衛長右衛門新田  | 北 村 山 郡 | 伝兵衛長右衛門新田  | 伝兵衛長右衛門新田         | 長瀞村                     | 長瀞村                          | 昭和29年8月1日 東根町          | 昭和29年8月1日 東根町                | 東根町                        | 昭和33年11月3日 市制 東根市   | 東根市         |
| 長崎村             | 長崎村             | 長崎村              | 東 村 山 郡 | 長崎村              | 長崎村                     | 最上村                     | 明治30年8月26日 町制改称 長崎町 | 昭和29年10月1日 中山町         | 昭和29年10月1日 中山町               | 中山町                        | 中山町                        | 中山町         |
| 達磨寺村           | 達磨寺村           | 達磨寺村            | 東 村 山 郡 | 達磨寺村            | 達磨寺村                   | 最上村                     | 明治30年8月26日 町制改称 長崎町 | 昭和29年10月1日 中山町         | 昭和29年10月1日 中山町               | 中山町                        | 中山町                        | 中山町         |
| 向新田             | 向新田             | 向新田              | 東 村 山 郡 | 向新田              | 向新田                     | 最上村                     | 明治30年8月26日 町制改称 長崎町 | 昭和29年10月1日 中山町         | 昭和29年10月1日 中山町               | 中山町                        | 中山町                        | 中山町         |
| 岡村               | 岡村               | 岡村                | 東 村 山 郡 | 岡村                | 岡村                       | 豊田村                     | 豊田村                          | 昭和29年10月1日 中山町         | 昭和29年10月1日 中山町               | 中山町                        | 中山町                        | 中山町         |
| 小塩村             | 小塩村             | 小塩村              | 東 村 山 郡 | 小塩村              | 小塩村                     | 豊田村                     | 豊田村                          | 昭和29年10月1日 中山町         | 昭和29年10月1日 中山町               | 中山町                        | 中山町                        | 中山町         |
| 土橋村             | 土橋村             | 土橋村              | 東 村 山 郡 | 土橋村              | 土橋村                     | 豊田村                     | 豊田村                          | 昭和29年10月1日 中山町         | 昭和29年10月1日 中山町               | 中山町                        | 中山町                        | 中山町         |
| 柳沢村             | 柳沢村             | 柳沢村              | 東 村 山 郡 | 柳沢村              | 柳沢村                     | 豊田村                     | 豊田村                          | 昭和29年10月1日 中山町         | 昭和29年10月1日 中山町               | 中山町                        | 中山町                        | 中山町         |
| 金沢村             | 金沢村             | 金沢村              | 東 村 山 郡 | 金沢村              | 金沢村                     | 豊田村                     | 豊田村                          | 昭和29年10月1日 中山町         | 昭和29年10月1日 中山町               | 中山町                        | 中山町                        | 中山町         |
| 深堀村             | 深堀村             | 深堀村              | 東 村 山 郡 | 深堀村              | 明治18年 山辺村            | 山辺村                     | 明治29年7月27日 町制 山辺町     | 昭和29年10月1日 山辺町         | 昭和29年10月1日 山辺町               | 山辺町                        | 山辺町                        | 山辺町         |
| 山野辺村           | 山野辺村           | 山野辺村            | 東 村 山 郡 | 山野辺村            | 明治18年 山辺村            | 山辺村                     | 明治29年7月27日 町制 山辺町     | 昭和29年10月1日 山辺町         | 昭和29年10月1日 山辺町               | 山辺町                        | 山辺町                        | 山辺町         |
| 高楯村             | 高楯村             | 明治初年 東高楯村   | 東 村 山 郡 | 東高楯村            | 明治18年 山辺村            | 山辺村                     | 明治29年7月27日 町制 山辺町     | 昭和29年10月1日 山辺町         | 昭和29年10月1日 山辺町               | 山辺町                        | 山辺町                        | 山辺町         |
| 高楯村             | 高楯村             | 明治初年 西高楯村   | 東 村 山 郡 | 西高楯村            | 明治18年 山辺村            | 山辺村                     | 明治29年7月27日 町制 山辺町     | 昭和29年10月1日 山辺町         | 昭和29年10月1日 山辺町               | 山辺町                        | 山辺町                        | 山辺町         |
| 三河尻村           | 三河尻村           | 三河尻村            | 東 村 山 郡 | 三河尻村            | 三河尻村                   | 山辺村                     | 明治29年7月27日 町制 山辺町     | 昭和29年10月1日 山辺町         | 昭和29年10月1日 山辺町               | 山辺町                        | 山辺町                        | 山辺町         |
| 大寺村             | 大寺村             | 大寺村              | 東 村 山 郡 | 大寺村              | 大寺村                     | 大寺村                     | 大寺村                          | 昭和29年10月1日 山辺町         | 昭和29年10月1日 山辺町               | 山辺町                        | 山辺町                        | 山辺町         |
| 北目村             | 北目村             | 北目村              | 東 村 山 郡 | 明治6年 改称 北垣村 | 北垣村                     | 大寺村                     | 大寺村                          | 昭和29年10月1日 山辺町         | 昭和29年10月1日 山辺町               | 山辺町                        | 山辺町                        | 山辺町         |
| 杉下村             | 杉下村             | 杉下村              | 東 村 山 郡 | 杉下村              | 杉下村                     | 大寺村                     | 大寺村                          | 昭和29年10月1日 山辺町         | 昭和29年10月1日 山辺町               | 山辺町                        | 山辺町                        | 山辺町         |
| 大蕨村             | 大蕨村             | 大蕨村              | 東 村 山 郡 | 大蕨村              | 大蕨村                     | 中村                       | 中村                            | 昭和29年10月1日 山辺町         | 昭和29年10月1日 山辺町               | 山辺町                        | 山辺町                        | 山辺町         |
| 北山村             | 北山村             | 北山村              | 東 村 山 郡 | 北山村              | 北山村                     | 中村                       | 中村                            | 昭和29年10月1日 山辺町         | 昭和29年10月1日 山辺町               | 山辺町                        | 山辺町                        | 山辺町         |
| 畑谷村             | 畑谷村             | 畑谷村              | 東 村 山 郡 | 畑谷村              | 畑谷村                     | 作谷沢村                   | 作谷沢村                        | 昭和29年10月1日 山辺町         | 昭和29年10月1日 山辺町               | 山辺町                        | 山辺町                        | 山辺町         |
| 北作村             | 北作村             | 北作村              | 東 村 山 郡 | 北作村              | 北作村                     | 作谷沢村                   | 作谷沢村                        | 昭和29年10月1日 山辺町         | 昭和29年10月1日 山辺町               | 山辺町                        | 山辺町                        | 山辺町         |
| 簗沢村             | 簗沢村             | 簗沢村              | 東 村 山 郡 | 簗沢村              | 簗沢村                     | 作谷沢村                   | 作谷沢村                        | 昭和29年10月1日 山辺町         | 昭和29年10月1日 山辺町               | 山辺町                        | 山辺町                        | 山辺町         |
| 根際村             | 根際村             | 根際村              | 東 村 山 郡 | 根際村              | 根際村                     | 相模村                     | 相模村                          | 昭和29年10月1日 山辺町         | 昭和29年10月1日 山辺町               | 山辺町                        | 山辺町                        | 山辺町         |
| 要害村             | 要害村             | 要害村              | 東 村 山 郡 | 要害村              | 要害村                     | 相模村                     | 相模村                          | 昭和29年10月1日 山辺町         | 昭和29年10月1日 山辺町               | 山辺町                        | 山辺町                        | 山辺町         |
| 大塚村             | 大塚村             | 大塚村              | 東 村 山 郡 | 大塚村              | 大塚村                     | 相模村                     | 相模村                          | 昭和29年10月1日 山辺町         | 昭和29年10月1日 山辺町               | 山辺町                        | 山辺町                        | 山辺町         |
|                    |                    | 明治7年 起立 田鶴町 | 東 村 山 郡 | 田鶴町              | 明治15年 天童町            | 天童町                     | 天童町                          | 昭和29年10月1日 東村山郡天童町 | 昭和29年10月1日 東村山郡天童町       | 天童町                        | 昭和33年10月1日 市制 天童市   | 天童市         |
| 天童村             | 天童村             | 天童村              | 東 村 山 郡 | 天童村              | 明治15年 天童町            | 天童町                     | 天童町                          | 昭和29年10月1日 東村山郡天童町 | 昭和29年10月1日 東村山郡天童町       | 天童町                        | 昭和33年10月1日 市制 天童市   | 天童市         |
| 北目村             | 北目村             | 北目村              | 東 村 山 郡 | 北目村              | 北目村                     | 天童町                     | 天童町                          | 昭和29年10月1日 東村山郡天童町 | 昭和29年10月1日 東村山郡天童町       | 天童町                        | 昭和33年10月1日 市制 天童市   | 天童市         |
| 老野森村           | 老野森村           | 老野森村            | 東 村 山 郡 | 老野森村            | 老野森村                   | 天童町                     | 天童町                          | 昭和29年10月1日 東村山郡天童町 | 昭和29年10月1日 東村山郡天童町       | 天童町                        | 昭和33年10月1日 市制 天童市   | 天童市         |
| 久野本村           | 久野本村           | 久野本村            | 東 村 山 郡 | 久野本村            | 久野本村                   | 天童町                     | 天童町                          | 昭和29年10月1日 東村山郡天童町 | 昭和29年10月1日 東村山郡天童町       | 天童町                        | 昭和33年10月1日 市制 天童市   | 天童市         |
| 南蔵増村           | 南蔵増村           | 南蔵増村            | 東 村 山 郡 | 明治14年 蔵増村     | 蔵増村                     | 蔵増村                     | 蔵増村                          | 昭和29年10月1日 東村山郡天童町 | 昭和29年10月1日 東村山郡天童町       | 天童町                        | 昭和33年10月1日 市制 天童市   | 天童市         |
| 北蔵増村           | 北蔵増村           | 北蔵増村            | 東 村 山 郡 | 明治14年 蔵増村     | 蔵増村                     | 蔵増村                     | 蔵増村                          | 昭和29年10月1日 東村山郡天童町 | 昭和29年10月1日 東村山郡天童町       | 天童町                        | 昭和33年10月1日 市制 天童市   | 天童市         |
| 矢野目村           | 矢野目村           | 矢野目村            | 東 村 山 郡 | 矢野目村            | 矢野目村                   | 蔵増村                     | 蔵増村                          | 昭和29年10月1日 東村山郡天童町 | 昭和29年10月1日 東村山郡天童町       | 天童町                        | 昭和33年10月1日 市制 天童市   | 天童市         |
| 高野辺村           | 高野辺村           | 高野辺村            | 東 村 山 郡 | 高野辺村            | 高野辺村                   | 蔵増村                     | 蔵増村                          | 昭和29年10月1日 東村山郡天童町 | 昭和29年10月1日 東村山郡天童町       | 天童町                        | 昭和33年10月1日 市制 天童市   | 天童市         |
| 窪野目村           | 窪野目村           | 窪野目村            | 東 村 山 郡 | 窪野目村            | 窪野目村                   | 蔵増村                     | 蔵増村                          | 昭和29年10月1日 東村山郡天童町 | 昭和29年10月1日 東村山郡天童町       | 天童町                        | 昭和33年10月1日 市制 天童市   | 天童市         |
| 貫津村             | 貫津村             | 貫津村              | 東 村 山 郡 | 貫津村              | 貫津村                     | 津山村                     | 津山村                          | 昭和29年10月1日 東村山郡天童町 | 昭和29年10月1日 東村山郡天童町       | 天童町                        | 昭和33年10月1日 市制 天童市   | 天童市         |
| 山元村             | 山元村             | 山元村              | 東 村 山 郡 | 山元村              | 山元村                     | 津山村                     | 津山村                          | 昭和29年10月1日 東村山郡天童町 | 昭和29年10月1日 東村山郡天童町       | 天童町                        | 昭和33年10月1日 市制 天童市   | 天童市         |
| 藤内新田村         | 藤内新田村         | 藤内新田村          | 東 村 山 郡 | 藤内新田村          | 藤内新田村                 | 寺津村                     | 寺津村                          | 昭和29年10月1日 東村山郡天童町 | 昭和29年10月1日 東村山郡天童町       | 天童町                        | 昭和33年10月1日 市制 天童市   | 天童市         |
| 寺津村             | 寺津村             | 寺津村              | 東 村 山 郡 | 寺津村              | 寺津村                     | 寺津村                     | 寺津村                          | 昭和29年10月1日 東村山郡天童町 | 昭和29年10月1日 東村山郡天童町       | 天童町                        | 昭和33年10月1日 市制 天童市   | 天童市         |
| 成生村             | 成生村             | 成生村              | 東 村 山 郡 | 成生村              | 成生村                     | 東村山郡 成生村            | 成生村                          | 昭和29年10月1日 東村山郡天童町 | 昭和29年10月1日 東村山郡天童町       | 天童町                        | 昭和33年10月1日 市制 天童市   | 天童市         |
| 高木村             | 高木村             | 高木村              | 東 村 山 郡 | 高木村              | 高木村                     | 東村山郡 成生村            | 成生村                          | 昭和29年10月1日 東村山郡天童町 | 昭和29年10月1日 東村山郡天童町       | 天童町                        | 昭和33年10月1日 市制 天童市   | 天童市         |
| 小関村             | 小関村             | 小関村              | 東 村 山 郡 | 小関村              | 小関村                     | 東村山郡 成生村            | 成生村                          | 昭和29年10月1日 東村山郡天童町 | 昭和29年10月1日 東村山郡天童町       | 天童町                        | 昭和33年10月1日 市制 天童市   | 天童市         |
| 大清水村           | 大清水村           | 大清水村            | 東 村 山 郡 | 大清水村            | 大清水村                   | 東村山郡 成生村            | 成生村                          | 昭和29年10月1日 東村山郡天童町 | 昭和29年10月1日 東村山郡天童町       | 天童町                        | 昭和33年10月1日 市制 天童市   | 天童市         |
| 今町村             | 今町村             | 明治10年 今町村     | 北 村 山 郡 | 今町村              | 今町村                     | 東村山郡 成生村            | 成生村                          | 昭和29年10月1日 東村山郡天童町 | 昭和29年10月1日 東村山郡天童町       | 天童町                        | 昭和33年10月1日 市制 天童市   | 天童市         |
| 川除村             |                    | 明治10年 今町村     | 北 村 山 郡 | 今町村              | 今町村                     | 東村山郡 成生村            | 成生村                          | 昭和29年10月1日 東村山郡天童町 | 昭和29年10月1日 東村山郡天童町       | 天童町                        | 昭和33年10月1日 市制 天童市   | 天童市         |
| 田麦野村           | 田麦野村           | 田麦野村            | 北 村 山 郡 | 田麦野村            | 田麦野村                   | 田麦野村                   | 田麦野村                        | 昭和29年10月1日 東村山郡天童町 | 昭和29年10月1日 東村山郡天童町       | 天童町                        | 昭和33年10月1日 市制 天童市   | 天童市         |
| 山口村             | 山口村             | 山口村              | 北 村 山 郡 | 山口村              | 山口村                     | 山口村                     | 山口村                          | 昭和29年10月1日 東村山郡天童町 | 昭和29年10月1日 東村山郡天童町       | 天童町                        | 昭和33年10月1日 市制 天童市   | 天童市         |
| 河原子村           | 河原子村           | 河原子村            | 北 村 山 郡 | 河原子村            | 河原子村                   | 山口村                     | 山口村                          | 昭和29年10月1日 東村山郡天童町 | 昭和29年10月1日 東村山郡天童町       | 天童町                        | 昭和33年10月1日 市制 天童市   | 天童市         |
| 道満村             | 道満村             | 道満村              | 北 村 山 郡 | 道満村              | 道満村                     | 山口村                     | 山口村                          | 昭和29年10月1日 東村山郡天童町 | 昭和29年10月1日 東村山郡天童町       | 天童町                        | 昭和33年10月1日 市制 天童市   | 天童市         |
| 乱川村             | 乱川村             | 乱川村              | 北 村 山 郡 | 乱川村              | 乱川村                     | 山口村                     | 山口村                          | 昭和29年10月1日 東村山郡天童町 | 昭和29年10月1日 東村山郡天童町       | 天童町                        | 昭和33年10月1日 市制 天童市   | 天童市         |
| 北高擶村           | 北高擶村           | 北高擶村            | 東 村 山 郡 | 明治14年 高擶村     | 高擶村                     | 高擶村                     | 高擶村                          | 昭和30年1月1日 豊栄村          | 昭和30年1月1日 豊栄村                | 豊栄村                        | 昭和37年10月20日 天童市に編入 | 天童市         |
| 南高擶村           | 南高擶村           | 南高擶村            | 東 村 山 郡 | 明治14年 高擶村     | 高擶村                     | 高擶村                     | 高擶村                          | 昭和30年1月1日 豊栄村          | 昭和30年1月1日 豊栄村                | 豊栄村                        | 昭和37年10月20日 天童市に編入 | 天童市         |
| 清池村             | 清池村             | 清池村              | 東 村 山 郡 | 清池村              | 清池村                     | 高擶村                     | 高擶村                          | 昭和30年1月1日 豊栄村          | 昭和30年1月1日 豊栄村                | 豊栄村                        | 昭和37年10月20日 天童市に編入 | 天童市         |
| 長岡村             | 長岡村             | 長岡村              | 東 村 山 郡 | 長岡村              | 長岡村                     | 高擶村                     | 高擶村                          | 昭和30年1月1日 豊栄村          | 昭和30年1月1日 豊栄村                | 豊栄村                        | 昭和37年10月20日 天童市に編入 | 天童市         |
| 芳賀村             | 芳賀村             | 芳賀村              | 東 村 山 郡 | 芳賀村              | 芳賀村                     | 高擶村                     | 高擶村                          | 昭和30年1月1日 豊栄村          | 昭和30年1月1日 豊栄村                | 豊栄村                        | 昭和37年10月20日 天童市に編入 | 天童市         |
| 奈良沢村           | 奈良沢村           | 奈良沢村            | 東 村 山 郡 | 奈良沢村            | 奈良沢村                   | 干布村                     | 干布村                          | 昭和30年1月1日 豊栄村          | 昭和30年1月1日 豊栄村                | 豊栄村                        | 昭和37年10月20日 天童市に編入 | 天童市         |
| 原町村             | 原町村             | 原町村              | 東 村 山 郡 | 原町村              | 原町村                     | 干布村                     | 干布村                          | 昭和30年1月1日 豊栄村          | 昭和30年1月1日 豊栄村                | 豊栄村                        | 昭和37年10月20日 天童市に編入 | 天童市         |
| 下荻野戸村         | 下荻野戸村         | 下荻野戸村          | 東 村 山 郡 | 下荻野戸村          | 下荻野戸村                 | 干布村                     | 干布村                          | 昭和30年1月1日 豊栄村          | 昭和30年1月1日 豊栄村                | 豊栄村                        | 昭和37年10月20日 天童市に編入 | 天童市         |
| 上荻野戸村         | 上荻野戸村         | 上荻野戸村          | 東 村 山 郡 | 上荻野戸村          | 上荻野戸村                 | 干布村                     | 干布村                          | 昭和30年1月1日 豊栄村          | 昭和30年1月1日 豊栄村                | 豊栄村                        | 昭和37年10月20日 天童市に編入 | 天童市         |
| 山寺村             | 山寺村             | 山寺村              | 東 村 山 郡 | 山寺村              | 山寺村                     | 山寺村                     | 山寺村                          | 山寺村                         | 山寺村                               | 昭和31年6月1日 豊栄村に編入   | 昭和37年10月20日 天童市に編入 | 天童市         |
| 荒谷村             | 荒谷村             | 荒谷村              | 東 村 山 郡 | 荒谷村              | 荒谷村                     | 山寺村                     | 山寺村                          | 山寺村                         | 山寺村                               | 昭和31年6月1日 山形市に編入   | 山形市                        | 山形市         |
| 上反田村           | 上反田村           | 上反田村            | 東 村 山 郡 | 上反田村            | 上反田村                   | 大曽根村                   | 大曽根村                        | 大曽根村                       | 大曽根村                             | 昭和31年4月1日 山形市に編入   | 山形市                        | 山形市         |
| 下反田村           | 下反田村           | 下反田村            | 東 村 山 郡 | 下反田村            | 下反田村                   | 大曽根村                   | 大曽根村                        | 大曽根村                       | 大曽根村                             | 昭和31年4月1日 山形市に編入   | 山形市                        | 山形市         |
| 滝平村             | 滝平村             | 滝平村              | 東 村 山 郡 | 滝平村              | 滝平村                     | 大曽根村                   | 大曽根村                        | 大曽根村                       | 大曽根村                             | 昭和31年4月1日 山形市に編入   | 山形市                        | 山形市         |
| 常明寺村           | 常明寺村           | 常明寺村            | 東 村 山 郡 | 常明寺村            | 常明寺村                   | 大曽根村                   | 大曽根村                        | 大曽根村                       | 大曽根村                             | 昭和31年4月1日 山形市に編入   | 山形市                        | 山形市         |
| 深沢村             | 深沢村             | 深沢村              | 東 村 山 郡 | 明治6年 改称 芳沢村 | 芳沢村                     | 大曽根村                   | 大曽根村                        | 大曽根村                       | 大曽根村                             | 昭和31年4月1日 山形市に編入   | 山形市                        | 山形市         |
| 古館村             | 一部を除く         | 古館村              | 東 村 山 郡 | 古館村              | 古館村                     | 大曽根村                   | 大曽根村                        | 大曽根村                       | 大曽根村                             | 昭和31年4月1日 山形市に編入   | 山形市                        | 山形市         |
| 古館村             | 一部               | 古館村              | 東 村 山 郡 | 古館村              | 古館村                     | 大曽根村                   | 大曽根村                        | 大曽根村                       | 昭和30年4月1日 山形市に編入          | 山形市                        | 山形市                        | 山形市         |
| 上山家村           | 上山家村           | 上山家村            | 東 村 山 郡 | 上山家村            | 上山家村                   | 鈴川村                     | 昭和18年4月1日 山形市に編入     | 山形市                         | 山形市                               | 山形市                        | 山形市                        | 山形市         |
| 下山家村           | 下山家村           | 下山家村            | 東 村 山 郡 | 下山家村            | 下山家村                   | 鈴川村                     | 昭和18年4月1日 山形市に編入     | 山形市                         | 山形市                               | 山形市                        | 山形市                        | 山形市         |
| 印役村             | 印役村             | 印役村              | 東 村 山 郡 | 印役村              | 印役村                     | 鈴川村                     | 昭和18年4月1日 山形市に編入     | 山形市                         | 山形市                               | 山形市                        | 山形市                        | 山形市         |
| 双月村             | 双月村             | 双月村              | 東 村 山 郡 | 双月村              | 双月村                     | 鈴川村                     | 昭和18年4月1日 山形市に編入     | 山形市                         | 山形市                               | 山形市                        | 山形市                        | 山形市         |
| 大野目村           | 大野目村           | 大野目村            | 東 村 山 郡 | 大野目村            | 大野目村                   | 鈴川村                     | 昭和18年4月1日 山形市に編入     | 山形市                         | 山形市                               | 山形市                        | 山形市                        | 山形市         |
| 高原村             | 高原村             | 高原村              | 東 村 山 郡 | 高原村              | 高原村                     | 鈴川村                     | 昭和18年4月1日 山形市に編入     | 山形市                         | 山形市                               | 山形市                        | 山形市                        | 山形市         |
| 長町村             | 長町村             | 長町村              | 東 村 山 郡 | 長町村              | 長町村                     | 千歳村                     | 昭和18年4月1日 山形市に編入     | 山形市                         | 山形市                               | 山形市                        | 山形市                        | 山形市         |
| 落合村             | 落合村             | 落合村              | 東 村 山 郡 | 落合村              | 落合村                     | 千歳村                     | 昭和18年4月1日 山形市に編入     | 山形市                         | 山形市                               | 山形市                        | 山形市                        | 山形市         |
|                    |                    | 明治7年 起立 香澄町 | 南 村 山 郡 | 香澄町              | 明治17年 改称 山形香澄町   | 山形市                     | 山形市                          | 山形市                         | 山形市                               | 山形市                        | 山形市                        | 山形市         |
| 上町               | 上町               | 上町                | 南 村 山 郡 | 上町                | 明治17年 改称 山形上町     | 山形市                     | 山形市                          | 山形市                         | 山形市                               | 山形市                        | 山形市                        | 山形市         |
| 五日町             | 五日町             | 五日町              | 南 村 山 郡 | 五日町              | 明治17年 改称 山形五日町   | 山形市                     | 山形市                          | 山形市                         | 山形市                               | 山形市                        | 山形市                        | 山形市         |
| 八日町             | 八日町             | 八日町              | 南 村 山 郡 | 八日町              | 明治17年 改称 山形八日町   | 山形市                     | 山形市                          | 山形市                         | 山形市                               | 山形市                        | 山形市                        | 山形市         |
| 二日町             | 二日町             | 二日町              | 南 村 山 郡 | 二日町              | 明治17年 改称 山形二日町   | 山形市                     | 山形市                          | 山形市                         | 山形市                               | 山形市                        | 山形市                        | 山形市         |
| 鉄砲町             | 鉄砲町             | 鉄砲町              | 南 村 山 郡 | 鉄砲町              | 明治17年 改称 山形鉄砲町   | 山形市                     | 山形市                          | 山形市                         | 山形市                               | 山形市                        | 山形市                        | 山形市         |
| 三日町             | 三日町             | 三日町              | 南 村 山 郡 | 三日町              | 明治17年 改称 山形三日町   | 山形市                     | 山形市                          | 山形市                         | 山形市                               | 山形市                        | 山形市                        | 山形市         |
| 十日町             | 十日町             | 十日町              | 南 村 山 郡 | 十日町              | 明治17年 改称 山形十日町   | 山形市                     | 山形市                          | 山形市                         | 山形市                               | 山形市                        | 山形市                        | 山形市         |
| 七日町             | 七日町             | 七日町              | 南 村 山 郡 | 七日町              | 明治17年 改称 山形七日町   | 山形市                     | 山形市                          | 山形市                         | 山形市                               | 山形市                        | 山形市                        | 山形市         |
| 横町               | 横町               | 横町                | 南 村 山 郡 | 横町                | 明治17年 改称 山形横町     | 山形市                     | 山形市                          | 山形市                         | 山形市                               | 山形市                        | 山形市                        | 山形市         |
| 材木町             | 材木町             | 材木町              | 南 村 山 郡 | 材木町              | 明治17年 改称 山形材木町   | 山形市                     | 山形市                          | 山形市                         | 山形市                               | 山形市                        | 山形市                        | 山形市         |
| 蝋燭町             | 蝋燭町             | 蝋燭町              | 南 村 山 郡 | 蝋燭町              | 明治17年 改称 山形蝋燭町   | 山形市                     | 山形市                          | 山形市                         | 山形市                               | 山形市                        | 山形市                        | 山形市         |
| 銀町               | 銀町               | 銀町                | 南 村 山 郡 | 銀町                | 明治17年 改称 山形銀町     | 山形市                     | 山形市                          | 山形市                         | 山形市                               | 山形市                        | 山形市                        | 山形市         |
| 塗師町             | 塗師町             | 塗師町              | 南 村 山 郡 | 塗師町              | 明治17年 改称 山形塗師町   | 山形市                     | 山形市                          | 山形市                         | 山形市                               | 山形市                        | 山形市                        | 山形市         |
| 桶町               | 桶町               | 桶町                | 南 村 山 郡 | 桶町                | 明治17年 改称 山形桶町     | 山形市                     | 山形市                          | 山形市                         | 山形市                               | 山形市                        | 山形市                        | 山形市         |
| 檜物町             | 檜物町             | 檜物町              | 南 村 山 郡 | 檜物町              | 明治17年 改称 山形檜物町   | 山形市                     | 山形市                          | 山形市                         | 山形市                               | 山形市                        | 山形市                        | 山形市         |
| 小荷駄町           | 小荷駄町           | 明治9年 小荷駄町    | 南 村 山 郡 | 小荷駄町            | 明治17年 改称 山形小荷駄町 | 山形市                     | 山形市                          | 山形市                         | 山形市                               | 山形市                        | 山形市                        | 山形市         |
| 弓町               |                    | 明治9年 小荷駄町    | 南 村 山 郡 | 小荷駄町            | 明治17年 改称 山形小荷駄町 | 山形市                     | 山形市                          | 山形市                         | 山形市                               | 山形市                        | 山形市                        | 山形市         |
|                    |                    | 明治5年 起立 小姓町 | 南 村 山 郡 | 小姓町              | 明治17年 改称 山形小姓町   | 山形市                     | 山形市                          | 山形市                         | 山形市                               | 山形市                        | 山形市                        | 山形市         |
| 諏訪町             | 諏訪町             | 諏訪町              | 南 村 山 郡 | 諏訪町              | 明治17年 改称 山形諏訪町   | 山形市                     | 山形市                          | 山形市                         | 山形市                               | 山形市                        | 山形市                        | 山形市         |
| 地蔵町             | 地蔵町             | 明治9年 地蔵町      | 南 村 山 郡 | 地蔵町              | 明治17年 改称 山形地蔵町   | 山形市                     | 山形市                          | 山形市                         | 山形市                               | 山形市                        | 山形市                        | 山形市         |
| 専称寺町           |                    | 明治9年 地蔵町      | 南 村 山 郡 | 地蔵町              | 明治17年 改称 山形地蔵町   | 山形市                     | 山形市                          | 山形市                         | 山形市                               | 山形市                        | 山形市                        | 山形市         |
| 旅籠町             | 旅籠町             | 旅籠町              | 南 村 山 郡 | 旅籠町              | 明治17年 改称 山形旅籠町   | 山形市                     | 山形市                          | 山形市                         | 山形市                               | 山形市                        | 山形市                        | 山形市         |
| 六日町             | 六日町             | 六日町              | 南 村 山 郡 | 六日町              | 明治17年 改称 山形六日町   | 山形市                     | 山形市                          | 山形市                         | 山形市                               | 山形市                        | 山形市                        | 山形市         |
| 鍛冶町             | 鍛冶町             | 鍛冶町              | 南 村 山 郡 | 鍛冶町              | 明治17年 改称 山形鍛冶町   | 山形市                     | 山形市                          | 山形市                         | 山形市                               | 山形市                        | 山形市                        | 山形市         |
| 四日町             | 四日町             | 四日町              | 南 村 山 郡 | 四日町              | 明治17年 改称 山形四日町   | 山形市                     | 山形市                          | 山形市                         | 山形市                               | 山形市                        | 山形市                        | 山形市         |
| 小橋町             | 小橋町             | 小橋町              | 南 村 山 郡 | 小橋町              | 明治17年 改称 山形小橋町   | 山形市                     | 山形市                          | 山形市                         | 山形市                               | 山形市                        | 山形市                        | 山形市         |
| 宮町               | 宮町               | 宮町                | 南 村 山 郡 | 宮町                | 明治17年 改称 山形宮町     | 山形市                     | 山形市                          | 山形市                         | 山形市                               | 山形市                        | 山形市                        | 山形市         |
| 銅町               | 銅町               | 銅町                | 南 村 山 郡 | 銅町                | 明治17年 改称 山形銅町     | 山形市                     | 山形市                          | 山形市                         | 山形市                               | 山形市                        | 山形市                        | 山形市         |
| 歩町               | 歩町               | 歩町                | 南 村 山 郡 | 歩町                | 明治17年 改称 山形歩町     | 山形市                     | 山形市                          | 山形市                         | 山形市                               | 山形市                        | 山形市                        | 山形市         |
| 北肴町             | 北肴町             | 明治9年 肴町        | 南 村 山 郡 | 肴町                | 明治17年 改称 山形肴町     | 山形市                     | 山形市                          | 山形市                         | 山形市                               | 山形市                        | 山形市                        | 山形市         |
| 新肴町             |                    | 明治9年 肴町        | 南 村 山 郡 | 肴町                | 明治17年 改称 山形肴町     | 山形市                     | 山形市                          | 山形市                         | 山形市                               | 山形市                        | 山形市                        | 山形市         |
| 下条町             | 下条町             | 下条町              | 南 村 山 郡 | 下条町              | 明治17年 改称 山形下条町   | 山形市                     | 山形市                          | 山形市                         | 山形市                               | 山形市                        | 山形市                        | 山形市         |
| 皆川町             | 皆川町             | 皆川町              | 南 村 山 郡 | 皆川町              | 明治17年 改称 山形皆川町   | 山形市                     | 山形市                          | 山形市                         | 山形市                               | 山形市                        | 山形市                        | 山形市         |
| 小白川村           | 小白川村           | 小白川村            | 南 村 山 郡 | 小白川村            | 小白川村                   | 東沢村                     | 昭和6年4月1日 山形市に編入      | 山形市                         | 山形市                               | 山形市                        | 山形市                        | 山形市         |
| 妙見寺村           | 妙見寺村           | 妙見寺村            | 南 村 山 郡 | 妙見寺村            | 妙見寺村                   | 東沢村                     | 東沢村                          | 昭和29年10月1日 山形市に編入   | 山形市                               | 山形市                        | 山形市                        | 山形市         |
| 釈迦堂村           | 釈迦堂村           | 釈迦堂村            | 南 村 山 郡 | 釈迦堂村            | 釈迦堂村                   | 東沢村                     | 東沢村                          | 昭和29年10月1日 山形市に編入   | 山形市                               | 山形市                        | 山形市                        | 山形市         |
| 下宝沢村           | 下宝沢村           | 下宝沢村            | 南 村 山 郡 | 下宝沢村            | 下宝沢村                   | 東沢村                     | 東沢村                          | 昭和29年10月1日 山形市に編入   | 山形市                               | 山形市                        | 山形市                        | 山形市         |
| 上宝沢村           | 上宝沢村           | 上宝沢村            | 南 村 山 郡 | 上宝沢村            | 上宝沢村                   | 東沢村                     | 東沢村                          | 昭和29年10月1日 山形市に編入   | 山形市                               | 山形市                        | 山形市                        | 山形市         |
| 行沢村             | 行沢村             | 明治6年 改称 滑川村 | 南 村 山 郡 | 滑川村              | 滑川村                     | 東沢村                     | 東沢村                          | 昭和29年10月1日 山形市に編入   | 山形市                               | 山形市                        | 山形市                        | 山形市         |
| 新山村             | 新山村             | 新山村              | 南 村 山 郡 | 新山村              | 新山村                     | 東沢村                     | 東沢村                          | 昭和29年10月1日 山形市に編入   | 山形市                               | 山形市                        | 山形市                        | 山形市         |
| 関根村             | 関根村             | 明治6年 改称 関沢村 | 南 村 山 郡 | 関沢村              | 関沢村                     | 東沢村                     | 東沢村                          | 昭和29年10月1日 山形市に編入   | 山形市                               | 山形市                        | 山形市                        | 山形市         |
| 前田村             | 前田村             | 前田村              | 南 村 山 郡 | 前田村              | 前田村                     | 滝山村                     | 滝山村                          | 昭和29年10月1日 山形市に編入   | 山形市                               | 山形市                        | 山形市                        | 山形市         |
| 小立村             | 小立村             | 小立村              | 南 村 山 郡 | 小立村              | 小立村                     | 滝山村                     | 滝山村                          | 昭和29年10月1日 山形市に編入   | 山形市                               | 山形市                        | 山形市                        | 山形市         |
| 平清水村           | 平清水村           | 平清水村            | 南 村 山 郡 | 平清水村            | 平清水村                   | 滝山村                     | 滝山村                          | 昭和29年10月1日 山形市に編入   | 山形市                               | 山形市                        | 山形市                        | 山形市         |
| 岩波村             | 岩波村             | 岩波村              | 南 村 山 郡 | 岩波村              | 岩波村                     | 滝山村                     | 滝山村                          | 昭和29年10月1日 山形市に編入   | 山形市                               | 山形市                        | 山形市                        | 山形市         |
| 八森村             | 八森村             | 八森村              | 南 村 山 郡 | 八森村              | 八森村                     | 滝山村                     | 滝山村                          | 昭和29年10月1日 山形市に編入   | 山形市                               | 山形市                        | 山形市                        | 山形市         |
| 土坂村             | 土坂村             | 明治9年 土坂村      | 南 村 山 郡 | 土坂村              | 土坂村                     | 滝山村                     | 滝山村                          | 昭和29年10月1日 山形市に編入   | 山形市                               | 山形市                        | 山形市                        | 山形市         |
| 草矢倉村           |                    | 明治9年 土坂村      | 南 村 山 郡 | 土坂村              | 土坂村                     | 滝山村                     | 滝山村                          | 昭和29年10月1日 山形市に編入   | 山形市                               | 山形市                        | 山形市                        | 山形市         |
| 神尾村             | 神尾村             | 神尾村              | 南 村 山 郡 | 神尾村              | 神尾村                     | 滝山村                     | 滝山村                          | 昭和29年10月1日 山形市に編入   | 山形市                               | 山形市                        | 山形市                        | 山形市         |
| 青田村             | 青田村             | 青田村              | 南 村 山 郡 | 青田村              | 青田村                     | 滝山村                     | 滝山村                          | 昭和29年10月1日 山形市に編入   | 山形市                               | 山形市                        | 山形市                        | 山形市         |
| 上桜田村           | 上桜田村           | 上桜田村            | 南 村 山 郡 | 上桜田村            | 上桜田村                   | 滝山村                     | 滝山村                          | 昭和29年10月1日 山形市に編入   | 山形市                               | 山形市                        | 山形市                        | 山形市         |
| 本木村             | 本木村             | 本木村              | 南 村 山 郡 | 本木村              | 本木村                     | 滝山村                     | 滝山村                          | 昭和29年10月1日 山形市に編入   | 山形市                               | 山形市                        | 山形市                        | 山形市         |
| 中桜田村           | 中桜田村           | 中桜田村            | 南 村 山 郡 | 中桜田村            | 中桜田村                   | 滝山村                     | 滝山村                          | 昭和29年10月1日 山形市に編入   | 山形市                               | 山形市                        | 山形市                        | 山形市         |
| 南館村             | 南館村             | 南館村              | 南 村 山 郡 | 南館村              | 南館村                     | 南沼原村                   | 南沼原村                        | 昭和29年10月1日 山形市に編入   | 山形市                               | 山形市                        | 山形市                        | 山形市         |
| 吉原村             | 吉原村             | 吉原村              | 南 村 山 郡 | 吉原村              | 吉原村                     | 南沼原村                   | 南沼原村                        | 昭和29年10月1日 山形市に編入   | 山形市                               | 山形市                        | 山形市                        | 山形市         |
| 沼木村             | 沼木村             | 沼木村              | 南 村 山 郡 | 沼木村              | 沼木村                     | 南沼原村                   | 南沼原村                        | 昭和29年10月1日 山形市に編入   | 山形市                               | 山形市                        | 山形市                        | 山形市         |
| 陣場新田           | 陣場新田           | 陣場新田            | 南 村 山 郡 | 陣場新田            | 陣場新田                   | 金井村                     | 金井村                          | 昭和29年10月1日 山形市に編入   | 山形市                               | 山形市                        | 山形市                        | 山形市         |
| 陣場村             | 陣場村             | 陣場村              | 東 村 山 郡 | 陣場村              | 陣場村                     | 金井村                     | 金井村                          | 昭和29年10月1日 山形市に編入   | 山形市                               | 山形市                        | 山形市                        | 山形市         |
| 江俣村             | 江俣村             | 江俣村              | 東 村 山 郡 | 江俣村              | 江俣村                     | 金井村                     | 金井村                          | 昭和29年10月1日 山形市に編入   | 山形市                               | 山形市                        | 山形市                        | 山形市         |
| 内表村             | 内表村             | 内表村              | 東 村 山 郡 | 内表村              | 内表村                     | 金井村                     | 金井村                          | 昭和29年10月1日 山形市に編入   | 山形市                               | 山形市                        | 山形市                        | 山形市         |
| 志戸田村           | 志戸田村           | 志戸田村            | 東 村 山 郡 | 志戸田村            | 志戸田村                   | 金井村                     | 金井村                          | 昭和29年10月1日 山形市に編入   | 山形市                               | 山形市                        | 山形市                        | 山形市         |
| 鮨洗村             | 鮨洗村             | 鮨洗村              | 東 村 山 郡 | 鮨洗村              | 鮨洗村                     | 金井村                     | 金井村                          | 昭和29年10月1日 山形市に編入   | 山形市                               | 山形市                        | 山形市                        | 山形市         |
| 吉野宿村           | 吉野宿村           | 吉野宿村            | 東 村 山 郡 | 吉野宿村            | 吉野宿村                   | 金井村                     | 金井村                          | 昭和29年10月1日 山形市に編入   | 山形市                               | 山形市                        | 山形市                        | 山形市         |
| 下東山村           | 下東山村           | 下東山村            | 東 村 山 郡 | 下東山村            | 下東山村                   | 高瀬村                     | 高瀬村                          | 昭和29年10月1日 山形市に編入   | 山形市                               | 山形市                        | 山形市                        | 山形市         |
| 上東山村           | 上東山村           | 上東山村            | 東 村 山 郡 | 上東山村            | 上東山村                   | 高瀬村                     | 高瀬村                          | 昭和29年10月1日 山形市に編入   | 山形市                               | 山形市                        | 山形市                        | 山形市         |
| 切畑村             | 切畑村             | 切畑村              | 東 村 山 郡 | 切畑村              | 切畑村                     | 高瀬村                     | 高瀬村                          | 昭和29年10月1日 山形市に編入   | 山形市                               | 山形市                        | 山形市                        | 山形市         |
| 高沢村             | 高沢村             | 高沢村              | 東 村 山 郡 | 高沢村              | 高沢村                     | 高瀬村                     | 高瀬村                          | 昭和29年10月1日 山形市に編入   | 山形市                               | 山形市                        | 山形市                        | 山形市         |
| 中里村             | 中里村             | 中里村              | 東 村 山 郡 | 中里村              | 中里村                     | 高瀬村                     | 高瀬村                          | 昭和29年10月1日 山形市に編入   | 山形市                               | 山形市                        | 山形市                        | 山形市         |
| 大森村             | 大森村             | 大森村              | 東 村 山 郡 | 大森村              | 大森村                     | 高瀬村                     | 高瀬村                          | 昭和29年10月1日 山形市に編入   | 山形市                               | 山形市                        | 山形市                        | 山形市         |
| 風間村             | 風間村             | 風間村              | 東 村 山 郡 | 風間村              | 風間村                     | 楯山村                     | 楯山村                          | 昭和29年10月1日 山形市に編入   | 山形市                               | 山形市                        | 山形市                        | 山形市         |
| 南青柳村           | 南青柳村           | 明治8年 青柳村      | 東 村 山 郡 | 青柳村              | 青柳村                     | 楯山村                     | 楯山村                          | 昭和29年10月1日 山形市に編入   | 山形市                               | 山形市                        | 山形市                        | 山形市         |
| 北青柳村           |                    | 明治8年 青柳村      | 東 村 山 郡 | 青柳村              | 青柳村                     | 楯山村                     | 楯山村                          | 昭和29年10月1日 山形市に編入   | 山形市                               | 山形市                        | 山形市                        | 山形市         |
| 十文字村           | 十文字村           | 十文字村            | 東 村 山 郡 | 十文字村            | 十文字村                   | 楯山村                     | 楯山村                          | 昭和29年10月1日 山形市に編入   | 山形市                               | 山形市                        | 山形市                        | 山形市         |
| 青野村             | 青野村             | 青野村              | 東 村 山 郡 | 青野村              | 青野村                     | 楯山村                     | 楯山村                          | 昭和29年10月1日 山形市に編入   | 山形市                               | 山形市                        | 山形市                        | 山形市         |
| 漆山村             | 漆山村             | 漆山村              | 東 村 山 郡 | 漆山村              | 漆山村                     | 出羽村                     | 出羽村                          | 昭和29年10月1日 山形市に編入   | 山形市                               | 山形市                        | 山形市                        | 山形市         |
| 千手堂村           | 千手堂村           | 千手堂村            | 東 村 山 郡 | 千手堂村            | 千手堂村                   | 出羽村                     | 出羽村                          | 昭和29年10月1日 山形市に編入   | 山形市                               | 山形市                        | 山形市                        | 山形市         |
| 七浦村             | 七浦村             | 七浦村              | 東 村 山 郡 | 七浦村              | 七浦村                     | 出羽村                     | 出羽村                          | 昭和29年10月1日 山形市に編入   | 山形市                               | 山形市                        | 山形市                        | 山形市         |
| 中野目村           | 中野目村           | 中野目村            | 東 村 山 郡 | 中野目村            | 中野目村                   | 明治村                     | 明治村                          | 昭和29年10月1日 山形市に編入   | 山形市                               | 山形市                        | 山形市                        | 山形市         |
| 灰塚村             | 灰塚村             | 灰塚村              | 東 村 山 郡 | 灰塚村              | 灰塚村                     | 明治村                     | 明治村                          | 昭和29年10月1日 山形市に編入   | 山形市                               | 山形市                        | 山形市                        | 山形市         |
| 渋江村             | 渋江村             | 渋江村              | 東 村 山 郡 | 渋江村              | 渋江村                     | 明治村                     | 明治村                          | 昭和29年10月1日 山形市に編入   | 山形市                               | 山形市                        | 山形市                        | 山形市         |
| 中野村             | 中野村             | 明治9年 中野村      | 東 村 山 郡 | 明治14年 中野村     | 明治15年 中野村            | 大郷村                     | 大郷村                          | 昭和29年10月1日 山形市に編入   | 山形市                               | 山形市                        | 山形市                        | 山形市         |
| 南中野村           |                    | 明治9年 中野村      | 東 村 山 郡 | 明治14年 中野村     | 明治15年 中野村            | 大郷村                     | 大郷村                          | 昭和29年10月1日 山形市に編入   | 山形市                               | 山形市                        | 山形市                        | 山形市         |
| 北中野村           |                    | 明治9年 中野村      | 東 村 山 郡 | 明治14年 中野村     | 明治15年 中野村            | 大郷村                     | 大郷村                          | 昭和29年10月1日 山形市に編入   | 山形市                               | 山形市                        | 山形市                        | 山形市         |
| 上中野村           | 上中野村           | 上中野村            | 東 村 山 郡 | 明治14年 中野村     | 明治15年 中野村            | 大郷村                     | 大郷村                          | 昭和29年10月1日 山形市に編入   | 山形市                               | 山形市                        | 山形市                        | 山形市         |
| 東中野村           | 東中野村           | 東中野村            | 東 村 山 郡 | 東中野村            | 明治15年 中野村            | 大郷村                     | 大郷村                          | 昭和29年10月1日 山形市に編入   | 山形市                               | 山形市                        | 山形市                        | 山形市         |
| 船町村             | 船町村             | 船町村              | 東 村 山 郡 | 船町村              | 船町村                     | 大郷村                     | 大郷村                          | 昭和29年10月1日 山形市に編入   | 山形市                               | 山形市                        | 山形市                        | 山形市         |
| 成安村             | 成安村             | 成安村              | 東 村 山 郡 | 成安村              | 成安村                     | 大郷村                     | 大郷村                          | 昭和29年10月1日 山形市に編入   | 山形市                               | 山形市                        | 山形市                        | 山形市         |
| 今塚村             | 今塚村             | 今塚村              | 東 村 山 郡 | 今塚村              | 今塚村                     | 大郷村                     | 大郷村                          | 昭和29年10月1日 山形市に編入   | 山形市                               | 山形市                        | 山形市                        | 山形市         |
| 見崎村             | 見崎村             | 見崎村              | 東 村 山 郡 | 見崎村              | 見崎村                     | 大郷村                     | 大郷村                          | 昭和29年10月1日 山形市に編入   | 山形市                               | 山形市                        | 山形市                        | 山形市         |
| 下椹沢村           | 下椹沢村           | 下椹沢村            | 南 村 山 郡 | 下椹沢村            | 下椹沢村                   | 城西村                     | 昭和22年12月26日 飯塚村         | 昭和29年3月31日 山形市に編入   | 山形市                               | 山形市                        | 山形市                        | 山形市         |
| 上椹沢村           | 上椹沢村           | 上椹沢村            | 南 村 山 郡 | 上椹沢村            | 上椹沢村                   | 城西村                     | 昭和22年12月26日 飯塚村         | 昭和29年3月31日 山形市に編入   | 山形市                               | 山形市                        | 山形市                        | 山形市         |
| 飯塚村             | 飯塚村             | 飯塚村              | 南 村 山 郡 | 飯塚村              | 飯塚村                     | 城西村                     | 昭和22年12月26日 椹沢村         | 昭和29年6月1日 山形市に編入    | 山形市                               | 山形市                        | 山形市                        | 山形市         |
| 片谷地村           | 片谷地村           | 片谷地村            | 南 村 山 郡 | 片谷地村            | 片谷地村                   | 金井村                     | 金井村                          | 昭和29年11月1日 山形市に編入   | 山形市                               | 山形市                        | 山形市                        | 山形市         |
| 黒沢村             | 黒沢村             | 黒沢村              | 南 村 山 郡 | 黒沢村              | 黒沢村                     | 金井村                     | 金井村                          | 昭和29年11月1日 山形市に編入   | 山形市                               | 山形市                        | 山形市                        | 山形市         |
| 谷柏村             | 谷柏村             | 谷柏村              | 南 村 山 郡 | 谷柏村              | 谷柏村                     | 金井村                     | 金井村                          | 昭和29年11月1日 山形市に編入   | 山形市                               | 山形市                        | 山形市                        | 山形市         |
| 津金沢村           | 津金沢村           | 津金沢村            | 南 村 山 郡 | 津金沢村            | 津金沢村                   | 金井村                     | 金井村                          | 昭和29年11月1日 山形市に編入   | 山形市                               | 山形市                        | 山形市                        | 山形市         |
| 松原村             | 一部を除く         | 松原村              | 南 村 山 郡 | 松原村              | 松原村                     | 金井村                     | 金井村                          | 昭和29年11月1日 山形市に編入   | 山形市                               | 山形市                        | 山形市                        | 山形市         |
| 松原村             | 一部               | 松原村              | 南 村 山 郡 | 松原村              | 松原村                     | 金井村                     | 金井村                          | 昭和29年11月1日 山形市に編入   | 山形市                               | 山形市                        | 昭和32年10月20日 上山市に編入 | 上山市         |
| 狸森村             | 狸森村             | 狸森村              | 南 村 山 郡 | 狸森村              | 狸森村                     | 山元村                     | 山元村                          | 山元村                         | 山元村                               | 山元村                        | 昭和32年3月21日 上山市に編入  | 上山市         |
| 小白府村           | 小白府村           | 小白府村            | 南 村 山 郡 | 小白府村            | 小白府村                   | 山元村                     | 山元村                          | 山元村                         | 山元村                               | 山元村                        | 昭和32年3月21日 上山市に編入  | 上山市         |
| 金谷村             | 金谷村             | 明治6年 改称 金瓶村 | 南 村 山 郡 | 金瓶村              | 金瓶村                     | 堀田村                     | 昭和25年10月10日 改称 蔵王村    | 蔵王村                         | 蔵王村                               | 昭和31年12月23日 山形市に編入 | 昭和32年3月21日 上山市に編入  | 上山市         |
| 下桜田村           | 下桜田村           | 下桜田村            | 南 村 山 郡 | 下桜田村            | 下桜田村                   | 堀田村                     | 昭和25年10月10日 改称 蔵王村    | 蔵王村                         | 蔵王村                               | 昭和31年12月23日 山形市に編入 | 山形市                        | 山形市         |
| 飯田村             | 飯田村             | 飯田村              | 南 村 山 郡 | 飯田村              | 飯田村                     | 堀田村                     | 昭和25年10月10日 改称 蔵王村    | 蔵王村                         | 蔵王村                               | 昭和31年12月23日 山形市に編入 | 山形市                        | 山形市         |
| 成沢村             | 成沢村             | 成沢村              | 南 村 山 郡 | 成沢村              | 成沢村                     | 堀田村                     | 昭和25年10月10日 改称 蔵王村    | 蔵王村                         | 蔵王村                               | 昭和31年12月23日 山形市に編入 | 山形市                        | 山形市         |
| 山田村             | 山田村             | 山田村              | 南 村 山 郡 | 山田村              | 山田村                     | 堀田村                     | 昭和25年10月10日 改称 蔵王村    | 蔵王村                         | 蔵王村                               | 昭和31年12月23日 山形市に編入 | 山形市                        | 山形市         |
| 半郷村             | 半郷村             | 半郷村              | 南 村 山 郡 | 半郷村              | 半郷村                     | 堀田村                     | 昭和25年10月10日 改称 蔵王村    | 蔵王村                         | 蔵王村                               | 昭和31年12月23日 山形市に編入 | 山形市                        | 山形市         |
| 上野村             | 上野村             | 上野村              | 南 村 山 郡 | 上野村              | 上野村                     | 堀田村                     | 昭和25年10月10日 改称 蔵王村    | 蔵王村                         | 蔵王村                               | 昭和31年12月23日 山形市に編入 | 山形市                        | 山形市         |
| 山神村             | 山神村             | 山神村              | 南 村 山 郡 | 山神村              | 山神村                     | 堀田村                     | 昭和25年10月10日 改称 蔵王村    | 蔵王村                         | 蔵王村                               | 昭和31年12月23日 山形市に編入 | 山形市                        | 山形市         |
| 高湯村             | 高湯村             | 高湯村              | 南 村 山 郡 | 高湯村              | 高湯村                     | 堀田村                     | 昭和25年10月10日 改称 蔵王村    | 蔵王村                         | 蔵王村                               | 昭和31年12月23日 山形市に編入 | 山形市                        | 山形市         |
| 若木村             | 若木村             | 若木村              | 南 村 山 郡 | 若木村              | 若木村                     | 村木沢村                   | 村木沢村                        | 村木沢村                       | 村木沢村                             | 昭和31年12月23日 山形市に編入 | 山形市                        | 山形市         |
| 村木沢村           | 村木沢村           | 村木沢村            | 南 村 山 郡 | 村木沢村            | 村木沢村                   | 村木沢村                   | 村木沢村                        | 村木沢村                       | 村木沢村                             | 昭和31年12月23日 山形市に編入 | 山形市                        | 山形市         |
| 柏倉村             | 柏倉村             | 柏倉村              | 南 村 山 郡 | 柏倉村              | 柏倉村                     | 柏倉門伝村                 | 柏倉門伝村                      | 柏倉門伝村                     | 柏倉門伝村                           | 昭和31年12月23日 山形市に編入 | 山形市                        | 山形市         |
| 門伝村             | 門伝村             | 門伝村              | 南 村 山 郡 | 門伝村              | 門伝村                     | 柏倉門伝村                 | 柏倉門伝村                      | 柏倉門伝村                     | 柏倉門伝村                           | 昭和31年12月23日 山形市に編入 | 山形市                        | 山形市         |
| 前明石村           | 前明石村           | 前明石村            | 南 村 山 郡 | 前明石村            | 前明石村                   | 本沢村                     | 本沢村                          | 本沢村                         | 本沢村                               | 昭和31年12月23日 山形市に編入 | 山形市                        | 山形市         |
| 二位田村           | 二位田村           | 二位田村            | 南 村 山 郡 | 二位田村            | 二位田村                   | 本沢村                     | 本沢村                          | 本沢村                         | 本沢村                               | 昭和31年12月23日 山形市に編入 | 山形市                        | 山形市         |
| 菅沢村             | 菅沢村             | 菅沢村              | 南 村 山 郡 | 菅沢村              | 菅沢村                     | 本沢村                     | 本沢村                          | 本沢村                         | 本沢村                               | 昭和31年12月23日 山形市に編入 | 山形市                        | 山形市         |
| 長谷堂村           | 一部を除く         | 長谷堂村            | 南 村 山 郡 | 長谷堂村            | 長谷堂村                   | 本沢村                     | 本沢村                          | 本沢村                         | 本沢村                               | 昭和31年12月23日 山形市に編入 | 山形市                        | 山形市         |
| 長谷堂村           | 一部               | 長谷堂村            | 南 村 山 郡 | 長谷堂村            | 長谷堂村                   | 本沢村                     | 本沢村                          | 本沢村                         | 本沢村                               | 昭和31年11月15日 上山市に編入 | 上山市                        | 上山市         |
| 十日町             | 十日町             | 十日町              | 南 村 山 郡 | 十日町              | 明治22年 改称 上山十日町   | 上山町                     | 上山町                          | 昭和29年10月1日 上山市         | 昭和29年10月1日 上山市               | 上山市                        | 上山市                        | 上山市         |
|                    |                    | 明治7年 起立 鶴脛町 | 南 村 山 郡 | 鶴脛町              | 明治22年 改称 上山鶴脛町   | 上山町                     | 上山町                          | 昭和29年10月1日 上山市         | 昭和29年10月1日 上山市               | 上山市                        | 上山市                        | 上山市         |
| 二日町             | 二日町             | 二日町              | 南 村 山 郡 | 二日町              | 明治22年 改称 上山二日町   | 上山町                     | 上山町                          | 昭和29年10月1日 上山市         | 昭和29年10月1日 上山市               | 上山市                        | 上山市                        | 上山市         |
| 新丁               | 新丁               | 新丁                | 南 村 山 郡 | 新丁                | 明治22年 改称 上山新丁     | 上山町                     | 上山町                          | 昭和29年10月1日 上山市         | 昭和29年10月1日 上山市               | 上山市                        | 上山市                        | 上山市         |
| 裏町               | 裏町               | 裏町                | 南 村 山 郡 | 裏町                | 明治22年 改称 上山裏町     | 上山町                     | 上山町                          | 昭和29年10月1日 上山市         | 昭和29年10月1日 上山市               | 上山市                        | 上山市                        | 上山市         |
| 北町               | 北町               | 北町                | 南 村 山 郡 | 北町                | 明治22年 改称 上山北町     | 上山町                     | 上山町                          | 昭和29年10月1日 上山市         | 昭和29年10月1日 上山市               | 上山市                        | 上山市                        | 上山市         |
| 長清水村           | 長清水村           | 長清水村            | 南 村 山 郡 | 長清水村            | 長清水村                   | 上山町                     | 上山町                          | 昭和29年10月1日 上山市         | 昭和29年10月1日 上山市               | 上山市                        | 上山市                        | 上山市         |
| 河崎村             | 河崎村             | 河崎村              | 南 村 山 郡 | 河崎村              | 河崎村                     | 上山町                     | 上山町                          | 昭和29年10月1日 上山市         | 昭和29年10月1日 上山市               | 上山市                        | 上山市                        | 上山市         |
| 泉川村             | 泉川村             | 泉川村              | 南 村 山 郡 | 泉川村              | 泉川村                     | 中川村                     | 中川村                          | 昭和29年10月1日 上山市         | 昭和29年10月1日 上山市               | 上山市                        | 上山市                        | 上山市         |
| 金谷村             | 金谷村             | 金谷村              | 南 村 山 郡 | 金谷村              | 金谷村                     | 中川村                     | 中川村                          | 昭和29年10月1日 上山市         | 昭和29年10月1日 上山市               | 上山市                        | 上山市                        | 上山市         |
| 仙石村             | 仙石村             | 仙石村              | 南 村 山 郡 | 仙石村              | 仙石村                     | 中川村                     | 中川村                          | 昭和29年10月1日 上山市         | 昭和29年10月1日 上山市               | 上山市                        | 上山市                        | 上山市         |
| 高野村             | 高野村             | 高野村              | 南 村 山 郡 | 高野村              | 高野村                     | 中川村                     | 中川村                          | 昭和29年10月1日 上山市         | 昭和29年10月1日 上山市               | 上山市                        | 上山市                        | 上山市         |
| 永野村             | 永野村             | 永野村              | 南 村 山 郡 | 永野村              | 永野村                     | 中川村                     | 中川村                          | 昭和29年10月1日 上山市         | 昭和29年10月1日 上山市               | 上山市                        | 上山市                        | 上山市         |
| 権現堂村           | 権現堂村           | 権現堂村            | 南 村 山 郡 | 権現堂村            | 権現堂村                   | 中川村                     | 中川村                          | 昭和29年10月1日 上山市         | 昭和29年10月1日 上山市               | 上山市                        | 上山市                        | 上山市         |
| 小倉村             | 小倉村             | 小倉村              | 南 村 山 郡 | 小倉村              | 小倉村                     | 中川村                     | 中川村                          | 昭和29年10月1日 上山市         | 昭和29年10月1日 上山市               | 上山市                        | 上山市                        | 上山市         |
| 金生村             | 金生村             | 金生村              | 南 村 山 郡 | 金生村              | 金生村                     | 宮生村                     | 宮生村                          | 昭和29年10月1日 上山市         | 昭和29年10月1日 上山市               | 上山市                        | 上山市                        | 上山市         |
| 宮脇村             | 宮脇村             | 宮脇村              | 南 村 山 郡 | 宮脇村              | 宮脇村                     | 宮生村                     | 宮生村                          | 昭和29年10月1日 上山市         | 昭和29年10月1日 上山市               | 上山市                        | 上山市                        | 上山市         |
| 下生居村           | 下生居村           | 下生居村            | 南 村 山 郡 | 下生居村            | 下生居村                   | 宮生村                     | 宮生村                          | 昭和29年10月1日 上山市         | 昭和29年10月1日 上山市               | 上山市                        | 上山市                        | 上山市         |
| 中生居村           | 中生居村           | 中生居村            | 南 村 山 郡 | 中生居村            | 中生居村                   | 宮生村                     | 宮生村                          | 昭和29年10月1日 上山市         | 昭和29年10月1日 上山市               | 上山市                        | 上山市                        | 上山市         |
| 上生居村           | 上生居村           | 上生居村            | 南 村 山 郡 | 上生居村            | 上生居村                   | 宮生村                     | 宮生村                          | 昭和29年10月1日 上山市         | 昭和29年10月1日 上山市               | 上山市                        | 上山市                        | 上山市         |
| 高松村             | 高松村             | 高松村              | 南 村 山 郡 | 高松村              | 高松村                     | 西郷村                     | 西郷村                          | 昭和29年10月1日 上山市         | 昭和29年10月1日 上山市               | 上山市                        | 上山市                        | 上山市         |
| 石曽根村           | 石曽根村           | 石曽根村            | 南 村 山 郡 | 石曽根村            | 石曽根村                   | 西郷村                     | 西郷村                          | 昭和29年10月1日 上山市         | 昭和29年10月1日 上山市               | 上山市                        | 上山市                        | 上山市         |
| 川口村             | 川口村             | 川口村              | 南 村 山 郡 | 川口村              | 川口村                     | 西郷村                     | 西郷村                          | 昭和29年10月1日 上山市         | 昭和29年10月1日 上山市               | 上山市                        | 上山市                        | 上山市         |
| 藤吾村             | 藤吾村             | 藤吾村              | 南 村 山 郡 | 藤吾村              | 藤吾村                     | 西郷村                     | 西郷村                          | 昭和29年10月1日 上山市         | 昭和29年10月1日 上山市               | 上山市                        | 上山市                        | 上山市         |
| 阿弥陀地村         | 阿弥陀地村         | 阿弥陀地村          | 南 村 山 郡 | 阿弥陀地村          | 阿弥陀地村                 | 西郷村                     | 西郷村                          | 昭和29年10月1日 上山市         | 昭和29年10月1日 上山市               | 上山市                        | 上山市                        | 上山市         |
| 小穴村             | 小穴村             | 小穴村              | 南 村 山 郡 | 小穴村              | 小穴村                     | 西郷村                     | 西郷村                          | 昭和29年10月1日 上山市         | 昭和29年10月1日 上山市               | 上山市                        | 上山市                        | 上山市         |
| 細谷村             | 細谷村             | 細谷村              | 南 村 山 郡 | 細谷村              | 細谷村                     | 西郷村                     | 西郷村                          | 昭和29年10月1日 上山市         | 昭和29年10月1日 上山市               | 上山市                        | 上山市                        | 上山市         |
| 関根村             | 関根村             | 関根村              | 南 村 山 郡 | 関根村              | 関根村                     | 本庄村                     | 本庄村                          | 昭和29年10月1日 上山市         | 昭和29年10月1日 上山市               | 上山市                        | 上山市                        | 上山市         |
| 相生村             | 相生村             | 相生村              | 南 村 山 郡 | 相生村              | 相生村                     | 本庄村                     | 本庄村                          | 昭和29年10月1日 上山市         | 昭和29年10月1日 上山市               | 上山市                        | 上山市                        | 上山市         |
| 三上村             | 三上村             | 三上村              | 南 村 山 郡 | 三上村              | 三上村                     | 本庄村                     | 本庄村                          | 昭和29年10月1日 上山市         | 昭和29年10月1日 上山市               | 上山市                        | 上山市                        | 上山市         |
| 皆沢村             | 皆沢村             | 皆沢村              | 南 村 山 郡 | 皆沢村              | 皆沢村                     | 本庄村                     | 本庄村                          | 昭和29年10月1日 上山市         | 昭和29年10月1日 上山市               | 上山市                        | 上山市                        | 上山市         |
| 楢下村             | 楢下村             | 楢下村              | 南 村 山 郡 | 楢下村              | 楢下村                     | 本庄村                     | 本庄村                          | 昭和29年10月1日 上山市         | 昭和29年10月1日 上山市               | 上山市                        | 上山市                        | 上山市         |
| 牧野村             | 牧野村             | 牧野村              | 南 村 山 郡 | 牧野村              | 牧野村                     | 東村                       | 東村                            | 昭和29年10月1日 上山市         | 昭和29年10月1日 上山市               | 上山市                        | 上山市                        | 上山市         |
| 原口村             | 原口村             | 原口村              | 南 村 山 郡 | 原口村              | 原口村                     | 東村                       | 東村                            | 昭和29年10月1日 上山市         | 昭和29年10月1日 上山市               | 上山市                        | 上山市                        | 上山市         |
| 須田板村           | 須田板村           | 須田板村            | 南 村 山 郡 | 須田板村            | 須田板村                   | 東村                       | 東村                            | 昭和29年10月1日 上山市         | 昭和29年10月1日 上山市               | 上山市                        | 上山市                        | 上山市         |
| 小笹村             | 小笹村             | 小笹村              | 南 村 山 郡 | 小笹村              | 小笹村                     | 東村                       | 東村                            | 昭和29年10月1日 上山市         | 昭和29年10月1日 上山市               | 上山市                        | 上山市                        | 上山市         |
| 久保川村           | 久保川村           | 久保川村            | 南 村 山 郡 | 久保川村            | 久保川村                   | 東村                       | 東村                            | 昭和29年10月1日 上山市         | 昭和29年10月1日 上山市               | 上山市                        | 上山市                        | 上山市         |
| 大門村             | 大門村             | 大門村              | 南 村 山 郡 | 大門村              | 大門村                     | 東村                       | 東村                            | 昭和29年10月1日 上山市         | 昭和29年10月1日 上山市               | 上山市                        | 上山市                        | 上山市         |
| 菖蒲村             | 菖蒲村             | 菖蒲村              | 南 村 山 郡 | 菖蒲村              | 菖蒲村                     | 東村                       | 東村                            | 昭和29年10月1日 上山市         | 昭和29年10月1日 上山市               | 上山市                        | 上山市                        | 上山市         |
| 置賜郡中山村の一部 | 置賜郡中山村の一部 | 中山村の一部        | 東 置 賜 郡 | 中山村の一部        | 中山村の一部               | 中川村 の一部              | 中川村の一部                    | 中川村の一部                   | 昭和30年6月30日 赤湯町の一部         | 赤湯町の一部                  | 昭和32年3月21日 上山市に編入  | 上山市         |

## 都市圏

### 山形都市圏および東根都市圏の変遷
2010年国勢調査の基準では山形市を中心都市とした6市7町で都市雇用圏を構成し、2015年の人口は534,571人。以下の14市町は、村山地方を構成する全ての自治体であり、村山総合支庁が管轄している。
- 山形都市圏および東根都市圏の 10% 通勤圏に入っていない町村は、各統計年の欄で灰色かつ「-」で示す。

| 自治体 ('80) | 1980年                 | 1990年                 | 1995年                 | 2000年                 | 2005年                 | 2010年                 | 自治体 （'15） |
| ------------ | ---------------------- | ---------------------- | ---------------------- | ---------------------- | ---------------------- | ---------------------- | -------------- |
| 尾花沢市     | -                      | -                      | -                      | -                      | -                      | -                      | 尾花沢市       |
| 大石田町     | -                      | -                      | -                      | -                      | -                      | 山形 都市圏 54万4518人 | 大石田町       |
| 村山市       | -                      | 東根 都市圏 7万4318人  | 東根 都市圏 7万3714人  | 東根 都市圏 7万4364人  | 山形 都市圏 54万7641人 | 山形 都市圏 54万4518人 | 村山市         |
| 東根市       | 東根 都市圏 4万0559人  | 東根 都市圏 7万4318人  | 東根 都市圏 7万3714人  | 東根 都市圏 7万4364人  | 山形 都市圏 54万7641人 | 山形 都市圏 54万4518人 | 東根市         |
| 朝日町       | -                      | -                      | -                      | 山形 都市圏 47万5546人 | 山形 都市圏 54万7641人 | 山形 都市圏 54万4518人 | 朝日町         |
| 河北町       | -                      | -                      | 山形 都市圏 46万4103人 | 山形 都市圏 47万5546人 | 山形 都市圏 54万7641人 | 山形 都市圏 54万4518人 | 河北町         |
| 西川町       | 山形 都市圏 41万5965人 | 山形 都市圏 43万2463人 | 山形 都市圏 46万4103人 | 山形 都市圏 47万5546人 | 山形 都市圏 54万7641人 | 山形 都市圏 54万4518人 | 西川町         |
| 大江町       | 山形 都市圏 41万5965人 | 山形 都市圏 43万2463人 | 山形 都市圏 46万4103人 | 山形 都市圏 47万5546人 | 山形 都市圏 54万7641人 | 山形 都市圏 54万4518人 | 大江町         |
| 寒河江市     | 山形 都市圏 41万5965人 | 山形 都市圏 43万2463人 | 山形 都市圏 46万4103人 | 山形 都市圏 47万5546人 | 山形 都市圏 54万7641人 | 山形 都市圏 54万4518人 | 寒河江市       |
| 山辺町       | 山形 都市圏 41万5965人 | 山形 都市圏 43万2463人 | 山形 都市圏 46万4103人 | 山形 都市圏 47万5546人 | 山形 都市圏 54万7641人 | 山形 都市圏 54万4518人 | 山辺町         |
| 中山町       | 山形 都市圏 41万5965人 | 山形 都市圏 43万2463人 | 山形 都市圏 46万4103人 | 山形 都市圏 47万5546人 | 山形 都市圏 54万7641人 | 山形 都市圏 54万4518人 | 中山町         |
| 天童市       | 山形 都市圏 41万5965人 | 山形 都市圏 43万2463人 | 山形 都市圏 46万4103人 | 山形 都市圏 47万5546人 | 山形 都市圏 54万7641人 | 山形 都市圏 54万4518人 | 天童市         |
| 山形市       | 山形 都市圏 41万5965人 | 山形 都市圏 43万2463人 | 山形 都市圏 46万4103人 | 山形 都市圏 47万5546人 | 山形 都市圏 54万7641人 | 山形 都市圏 54万4518人 | 山形市         |
| 上山市       | 山形 都市圏 41万5965人 | 山形 都市圏 43万2463人 | 山形 都市圏 46万4103人 | 山形 都市圏 47万5546人 | 山形 都市圏 54万7641人 | 山形 都市圏 54万4518人 | 上山市         |

### 広域行政の枠組み
山形市が中心市となり、上山市、天童市、山辺町、中山町と定住自立圏協定を締結している。

### 仙山圏
蔵王連峰を挟んで仙台都市圏との交流が盛んであるため、村山地方と仙台都市圏で「仙山圏」と呼ばれる地域圏を形成している。また、山形市、仙台市、福島市の三県都合同のプロジェクトも行われている。